# Torekällberget

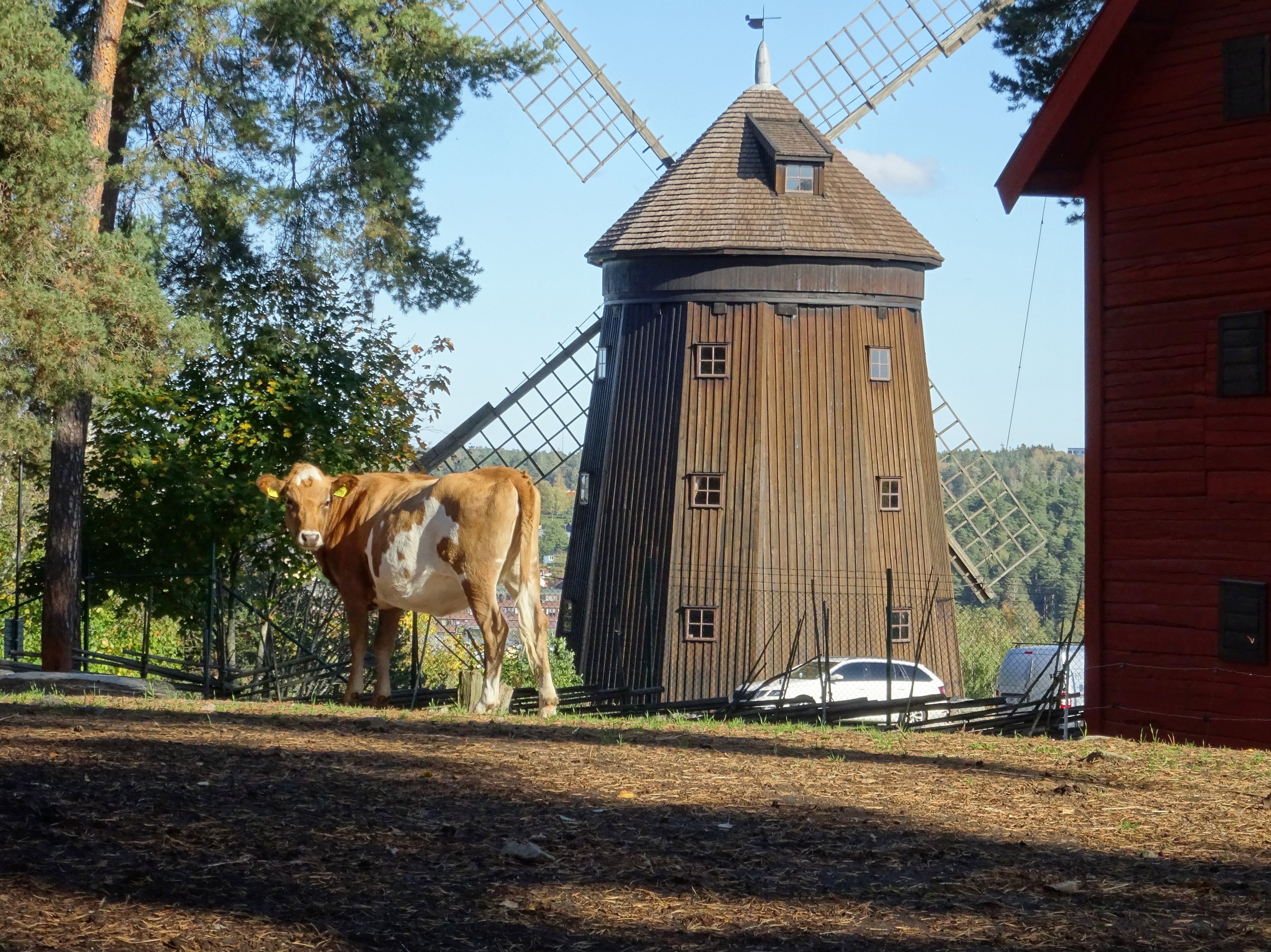
Nora kvarn är museets symbol.

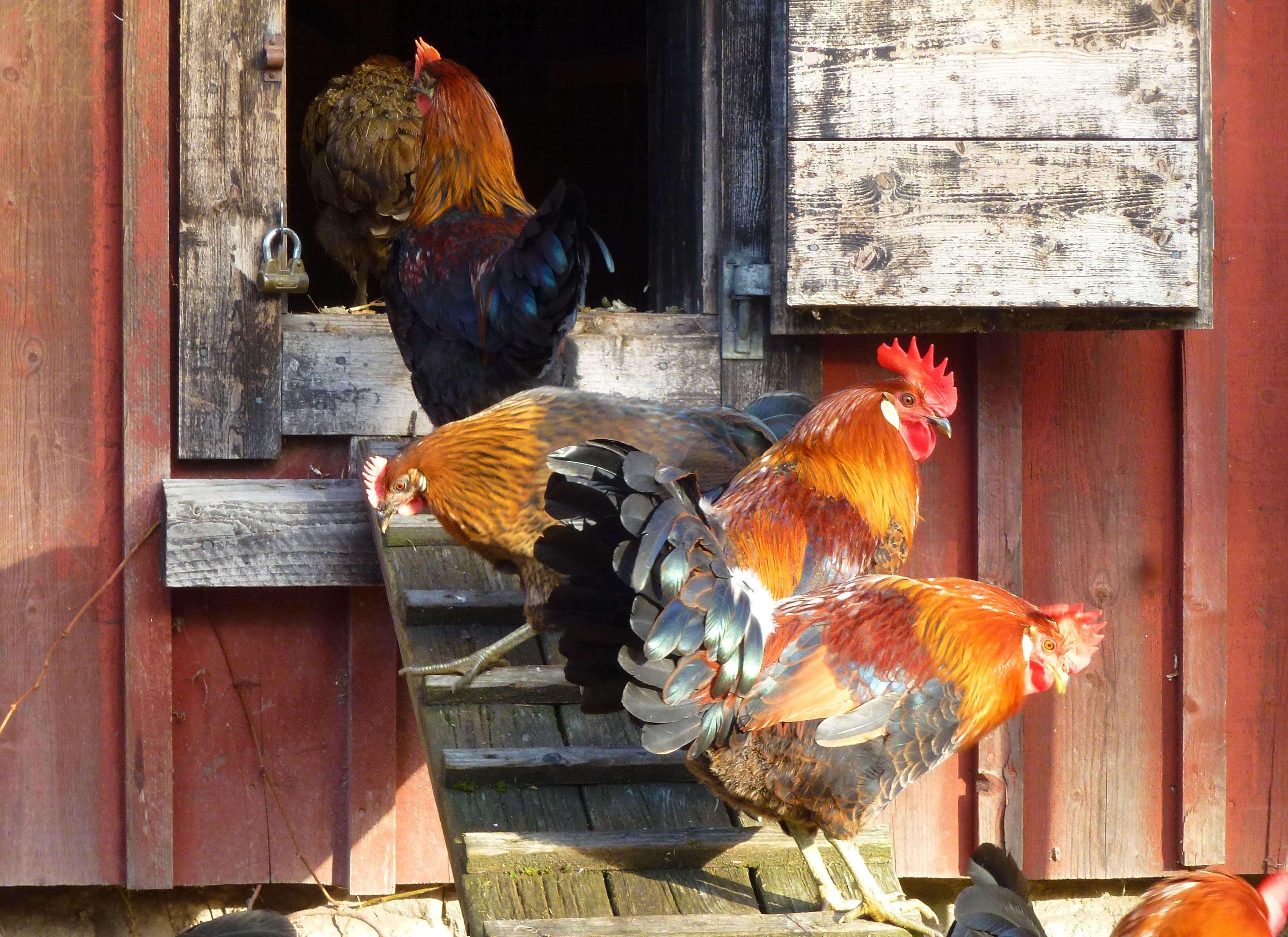
Ölandshöns, några av museets lantraser.

Torekällberget (officiellt Torekällbergets friluftsmuseum) är ett friluftsmuseum på Torekällberget i centrala Södertälje i Stockholms län. Museet invigdes 1929 och visar hur man levde i Södertälje och östra Södermanland på 1800-talet. Museiområdet är uppdelat i "Staden" och "Landet". Nora väderkvarn har blivit "varumärket" och symbol för museet. 1800-talsveckan på Torekällberget var ett återkommande sommararrangemang där den sörmländska historien vaknade till liv igen. Den firades årligen från 2014 till 2019. För 2020 saknades finansiering för att kunna genomföra evenemanget.

## Historik

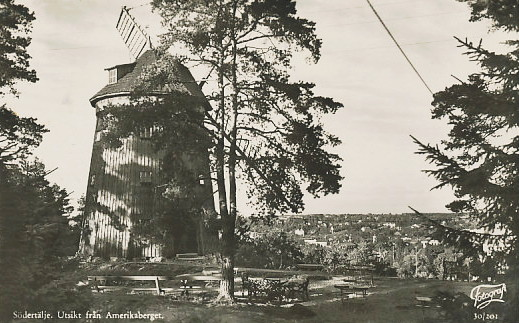
Nora kvarn var en av de första byggnader på museets område.

Friluftsmuseet invigdes den 7 juli 1929 av Vilhelm Sjögren, ordföranden i Östra Södermanlands Kulturhistoriska Förening (ÖSKF). Platsen var det som förr kallades Amerikaberget nära stadens centrum och museet fick namnet Torekällbergets friluftsmuseum. De första husen som flyttades till museet speglade den försvinnande bondekulturen i östra Södermanland. Nora väderkvarn från Mörkö socken och Råbygården från Råby by i Grödinge socken var de byggnader som först flyttades till museet.
Sedan dess har många byggnader och miljöer tillkommit, bland dem Lideby gamla skola som kom hit 1972 och kägelbanan som flyttades hit år 2008. I samband med  citysaneringen på 1960-talet revs flera kvarter vid Storgatan i centrala Södertälje. Totalt 72 byggnader fick lämna plats för ny storskalig bebyggelse. Husen dokumenterades och byggnader med kulturhistoriskt värde flyttades från stadskärnan till Torekällberget, exempelvis Solbackens café, Garverigården, Wetterholmska gården och Strömstedtska huset (Handelsgården). Husen bildar hela stadskvarter och visar hur Södertälje såg ut i mitten av 1800-talet.

## Verksamhet
På 1960-talet blev Torekällberget ett kommunalt museum och ÖSKF skänkte alla sina föremål och byggnader till kommunen. I utbyte tog kommunen på sig ansvaret för vården och driften. Torekällbergets friluftsmuseum är också hemvist för Södertälje Stadsmuseum, som ligger i Strömstedtska huset och visar Södertäljes moderna historia under 1900-talet. Torekällberget är samlingsnamn på verksamheten för Torekällbergets friluftsmuseum, Södertälje Stadsmuseum, Biologiska museet och Kulturmiljövården i Södertälje kommun. Idag har Torekällberget ett tiotal fast anställda medarbetare. Museichef är Viveka Andersson. 

### Landet
I området "Landet" står två av museets första byggnader, Råbygården från Grödinge socken och Nora väderkvarn från Mörkö socken. Vidare finns här båtsmanstorpet Östberg från Öster-Kumla i Turinge socken och flera stall och hägnader för museets lantrasdjur, som består av svenska djurarter som bohuskulla, linderödssvin, roslagsfår och gotlandskanin. Det finns gutefår och getter. Museet samarbetar med  djurparker om bevarandet av dessa arter. Området ger en bild av hur livet tedde sig på de sörmländska gårdarna och torpen på 1800-talet.
Här finns även den pedagogiska lekplatsen Lillgården och Lideby gamla skola, en småskola byggd på 1860-talet som ursprungligen stod i Lideby. Landet är även hemvist för Torekällbergets scen, där det på sommarhalvåret anordnas dans och uppträdanden. Entrén till "Landet" bildar Promenadparken med lusthus och konstgjord damm.

Landet
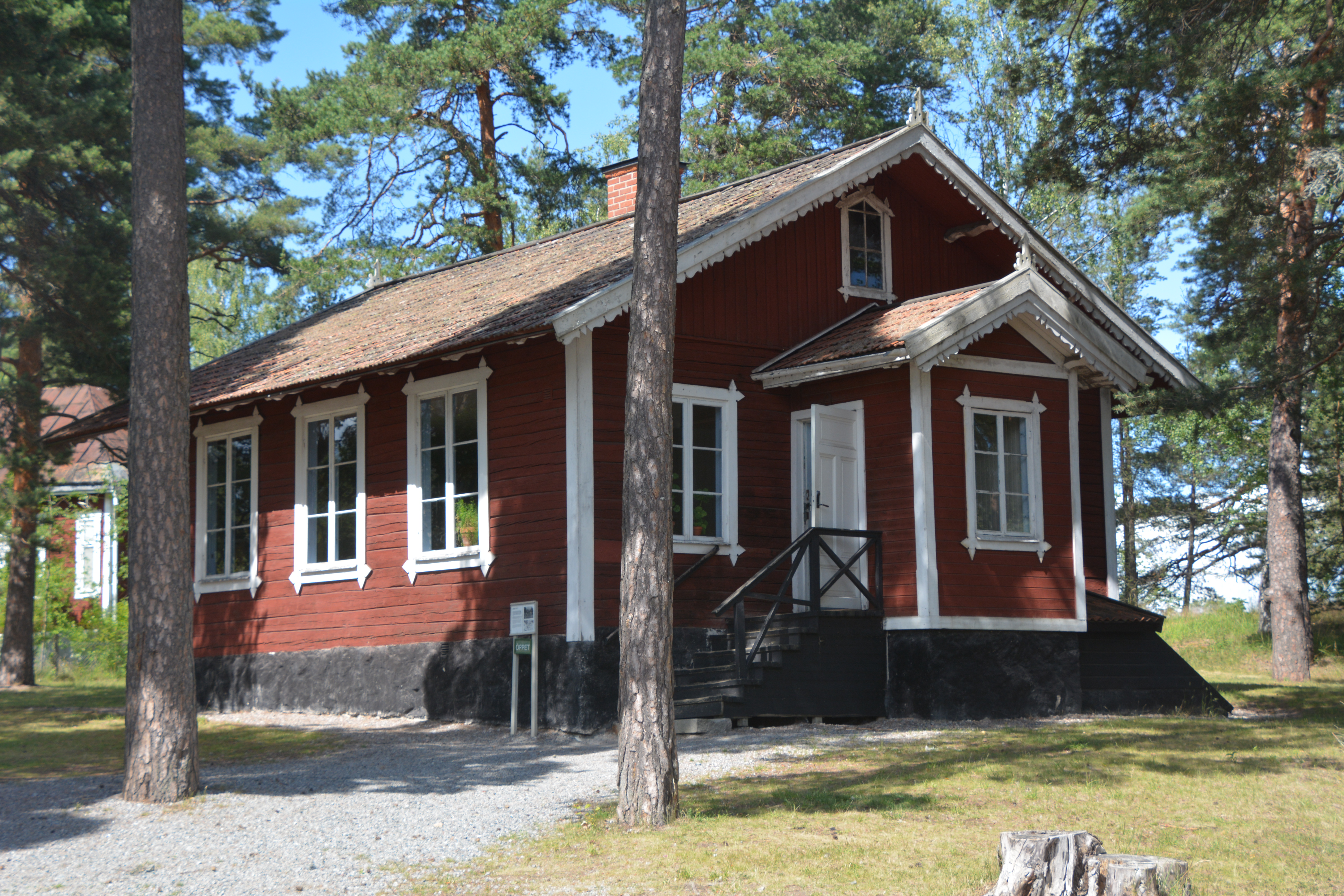
Lideby gamla skola.
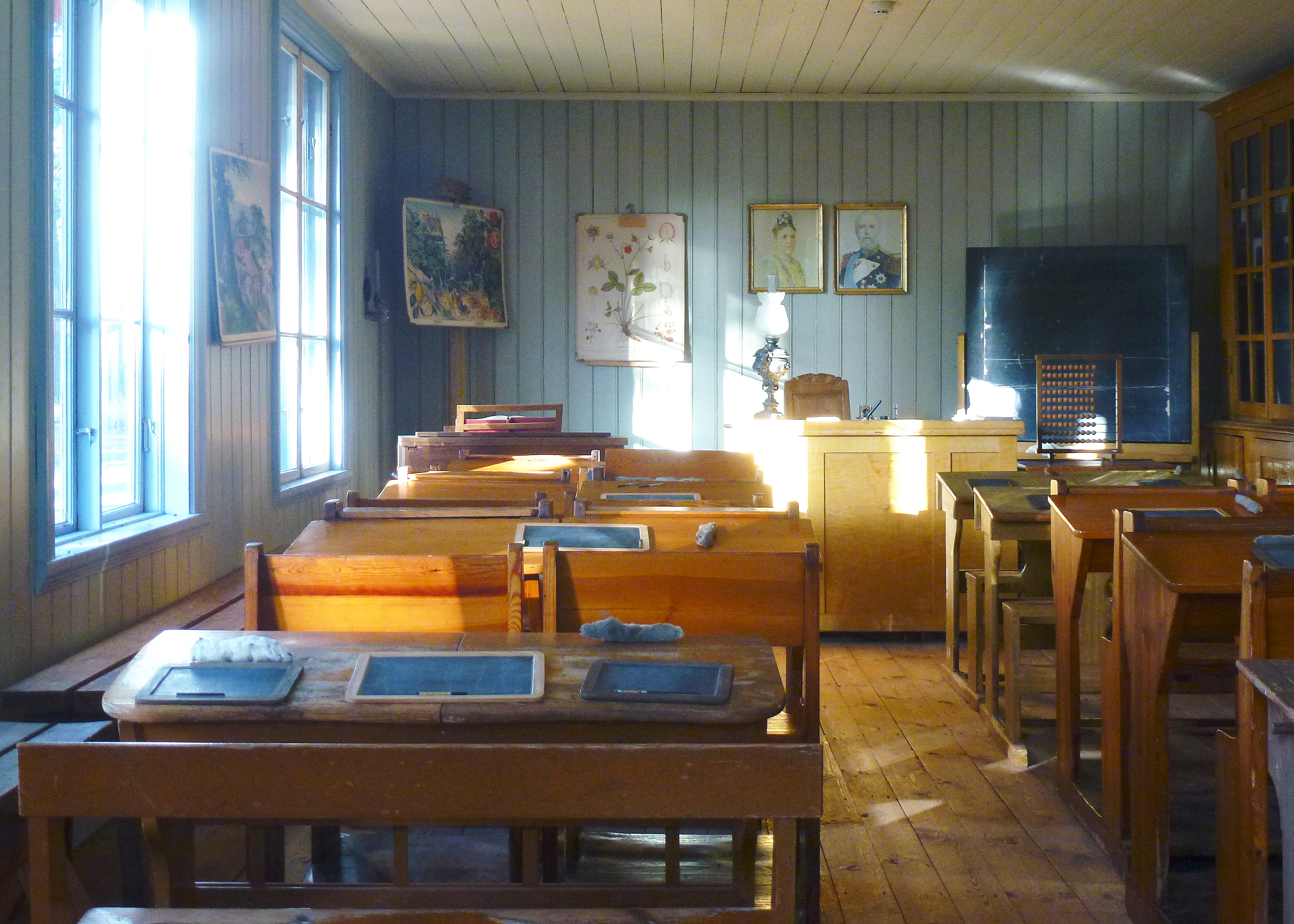
Skolans skolsal.
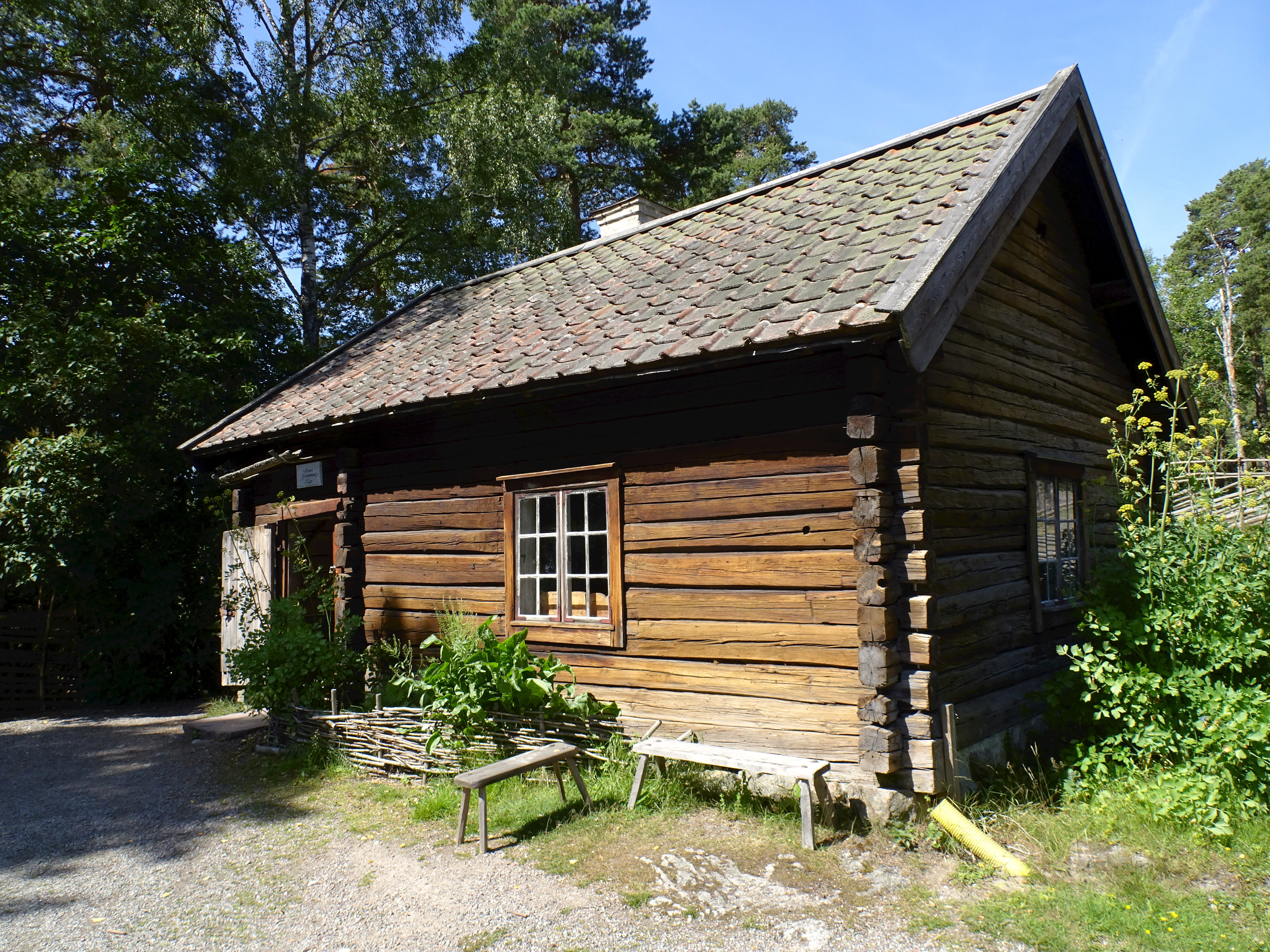
Båtsmanstorpet Östberg.
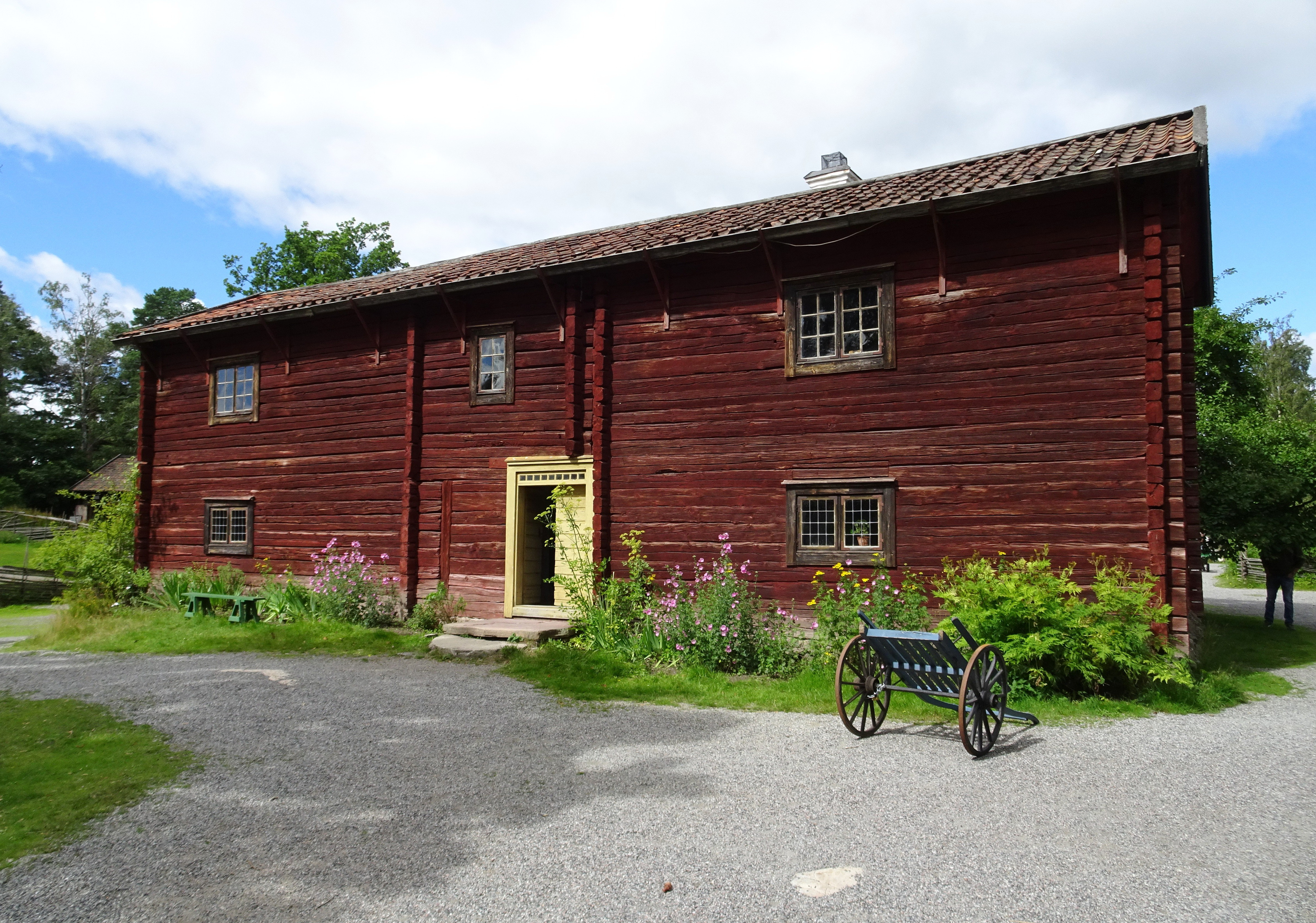
Råbygårdens huvudbyggnad.
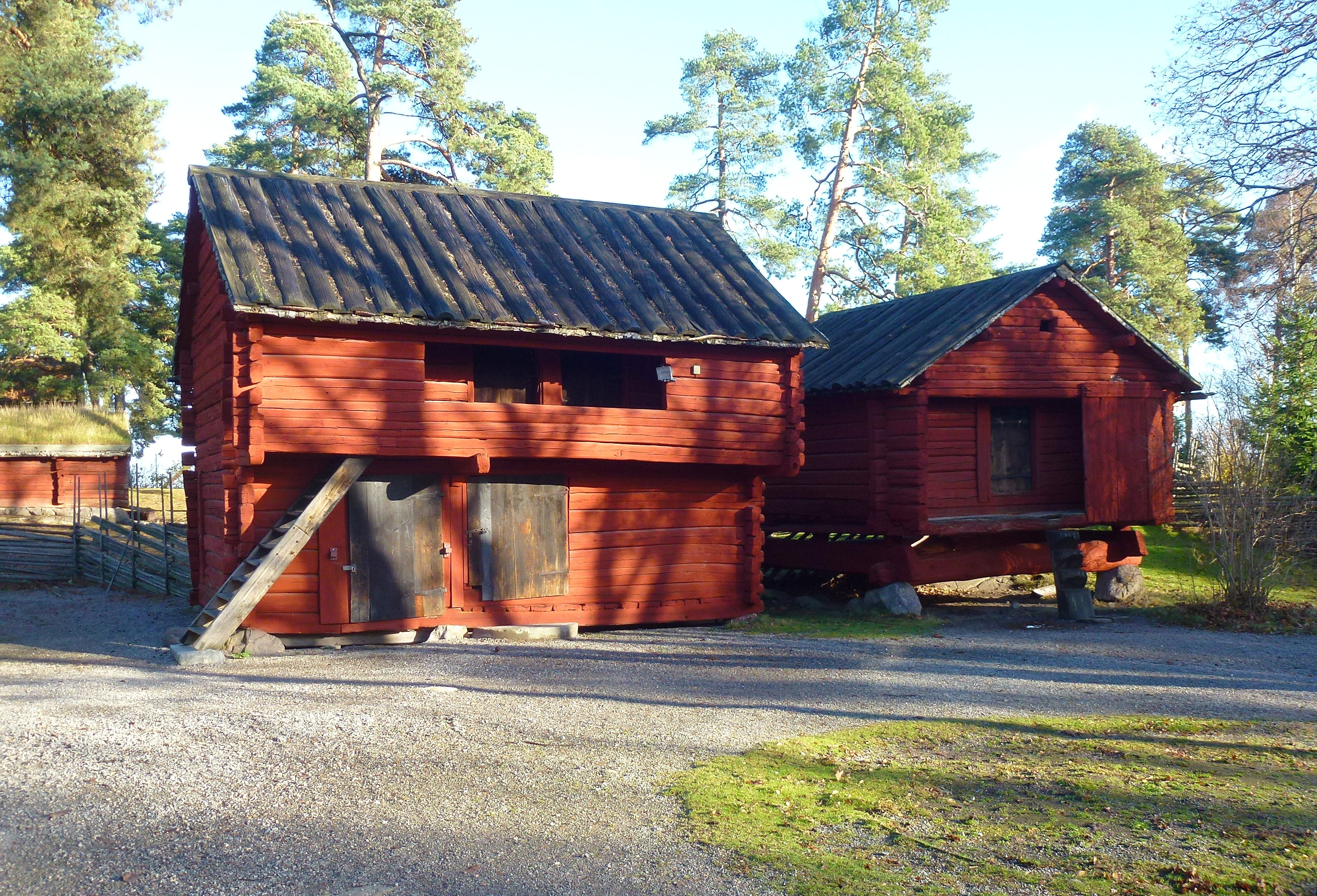
Råbygårdens loftbod och stolpbod.

### Staden
I stadsmiljön finns hus från 1700- och 1800-talen. Området är uppbyggt omkring Tenngjutartorget, där flera marknader hålls varje år. Detta i synnerhet på sommaren och före jul. Vid torget ligger även Strömstedtska huset som inrymmer stadsmuseet, där bland annat utställningar om den gamla borgen Telge Hus, och stadens nutida historia finns. Strömstedtska huset låg ursprungligen vid Stora torget i Södertälje.
I stadsmiljön ligger Solbacken och Konditori Bellevue, två 1800-talscaféer, Bageriet med äkta Södertäljekringlor och Handelsboden i Strömstedtska huset från samma tidsperiod. Vidare finns här Camitzka trädgården med en kägelbana, Elmrothska garveriet och Lundebergs gård. Restaurangen Torekällbergets Wärdshus, känt för sitt unika läge med utsikt över Södertäljes centrala delar, brann ner till grunden i juli 2016 (se Värdshusbranden).

Staden
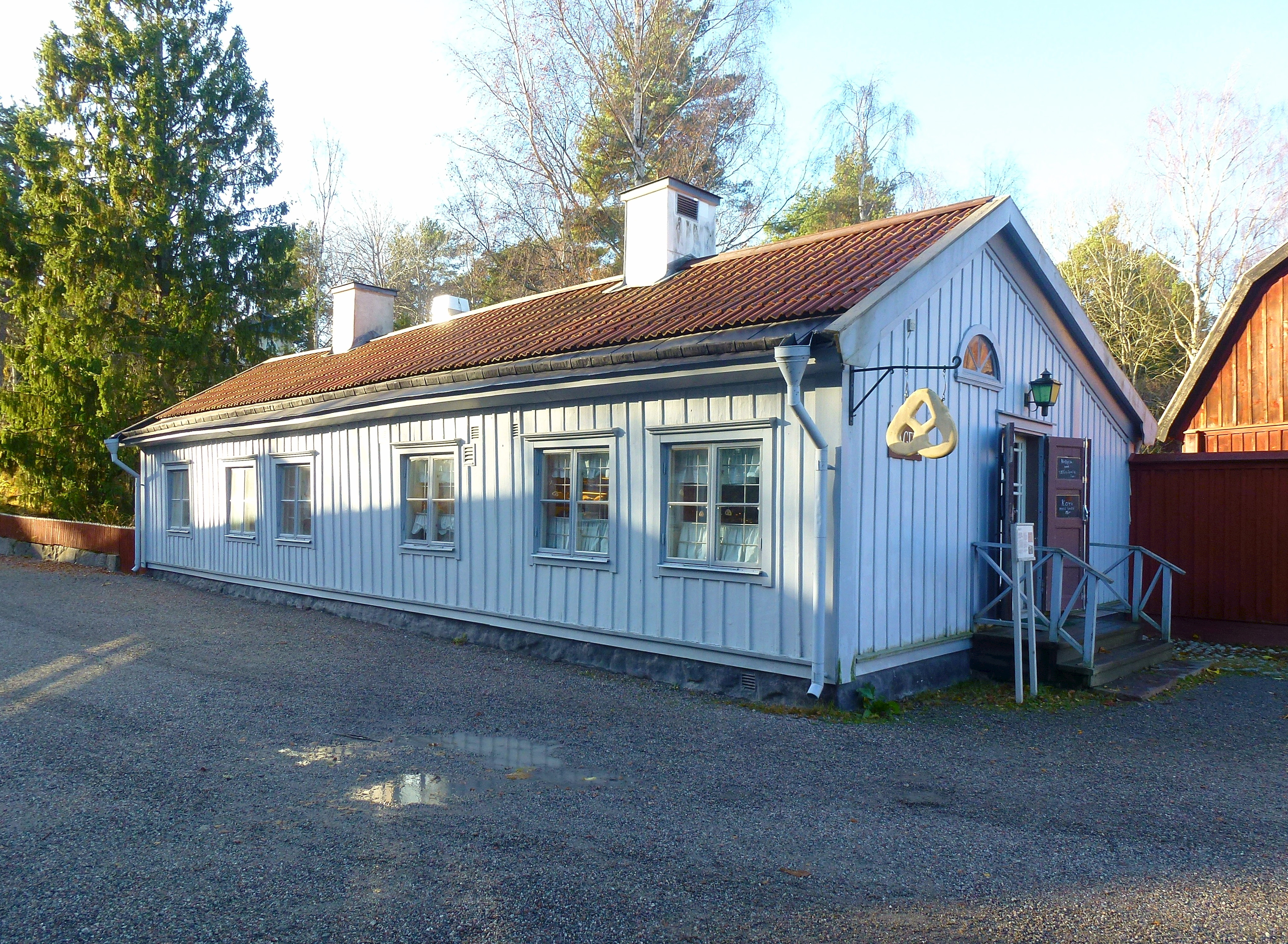
Torekällbergets bageri.
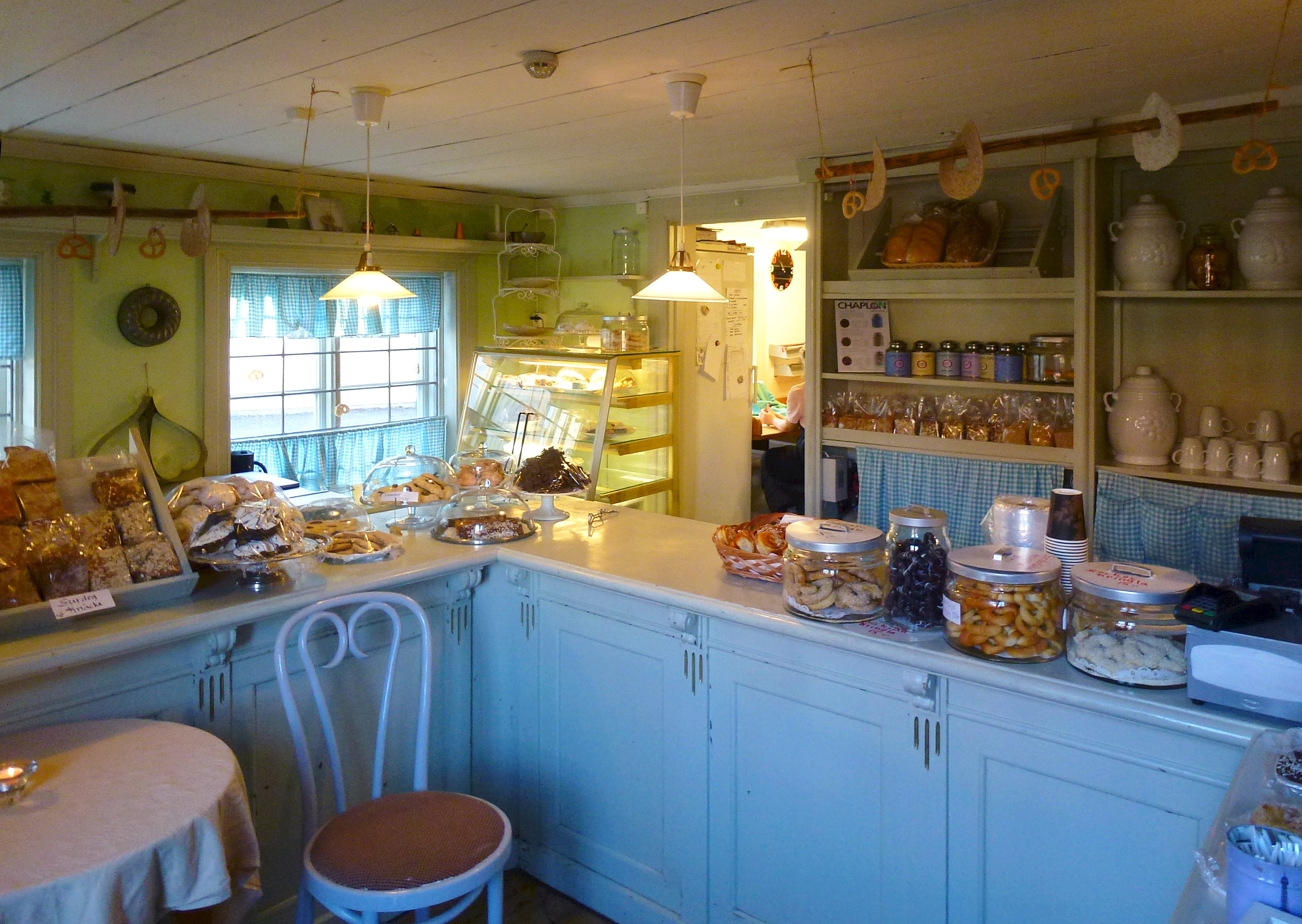
Bageriet, interiör.
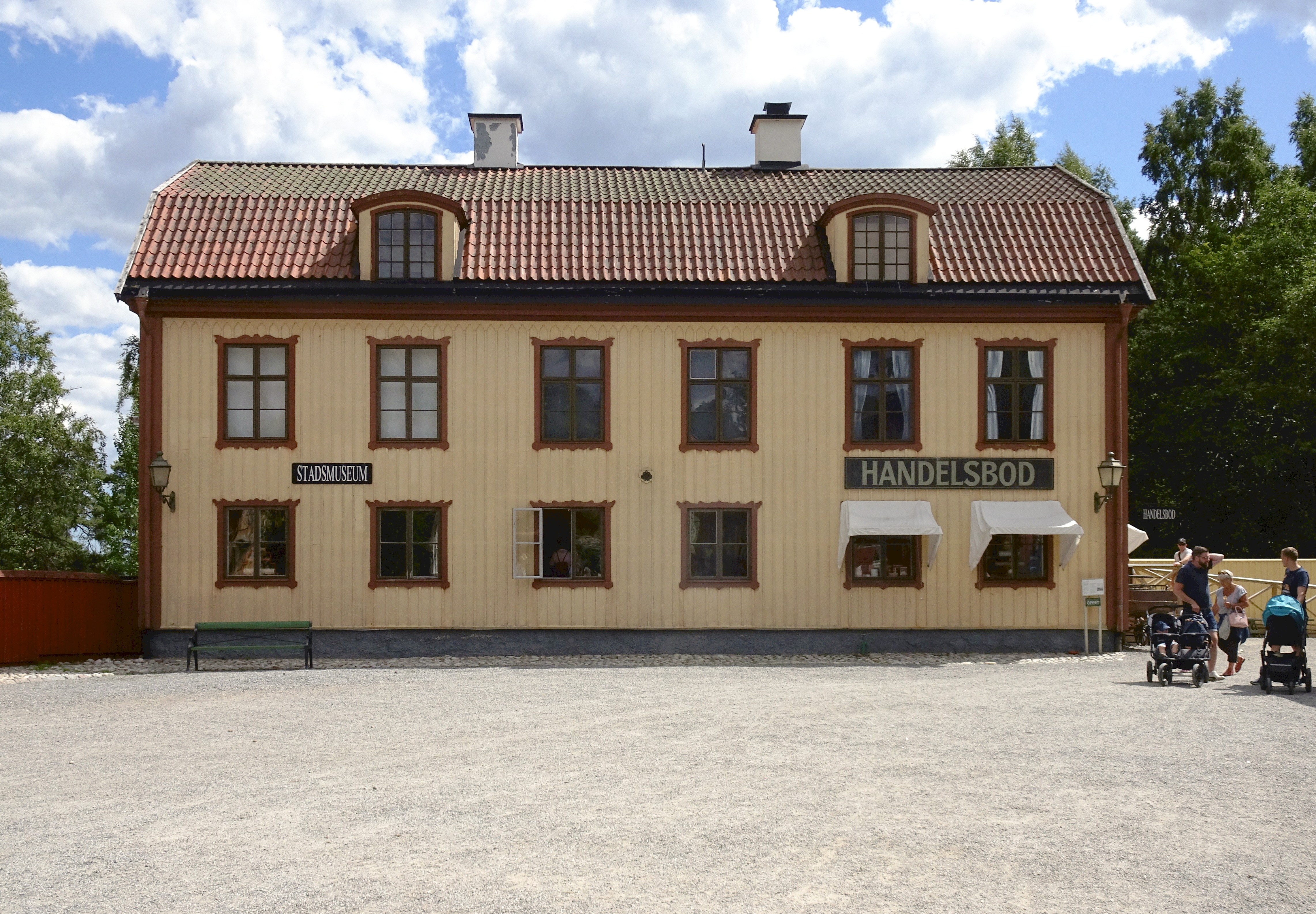
Strömstedtska huset / Patonska huset.
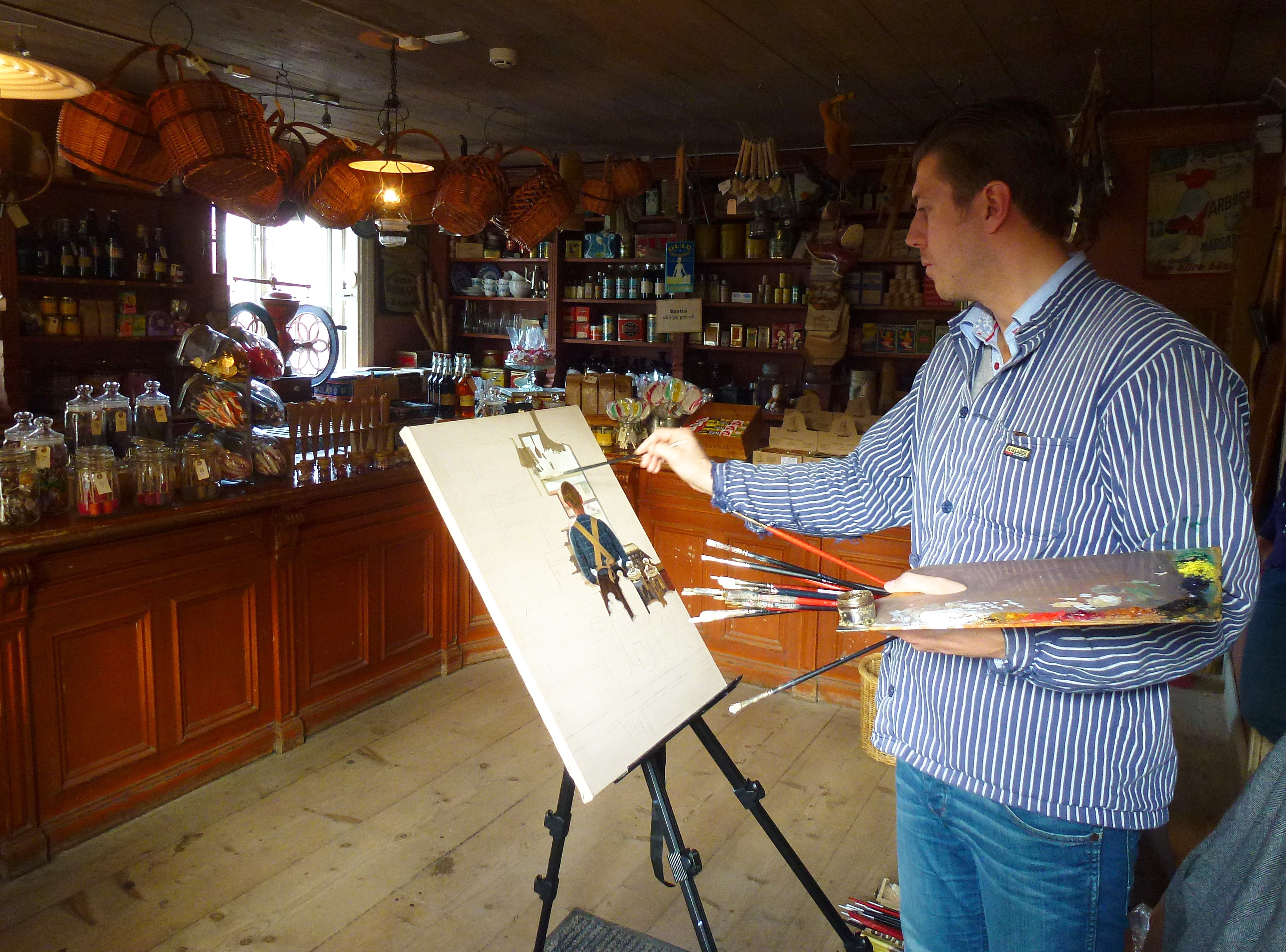
Johan Patricny målar i handelsboden.
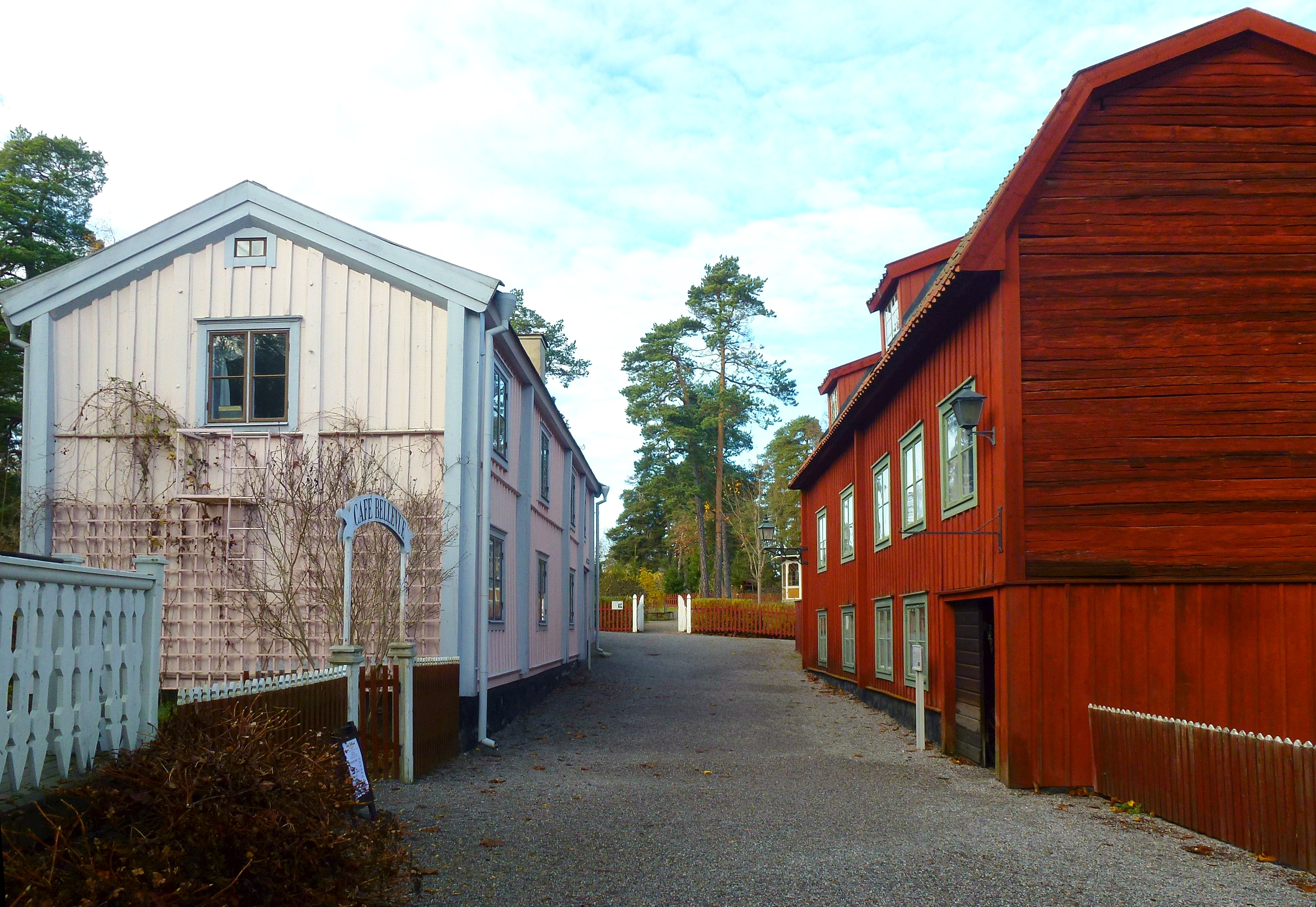
Garverigården (t.h.) och Lundbergs gård.

Staden
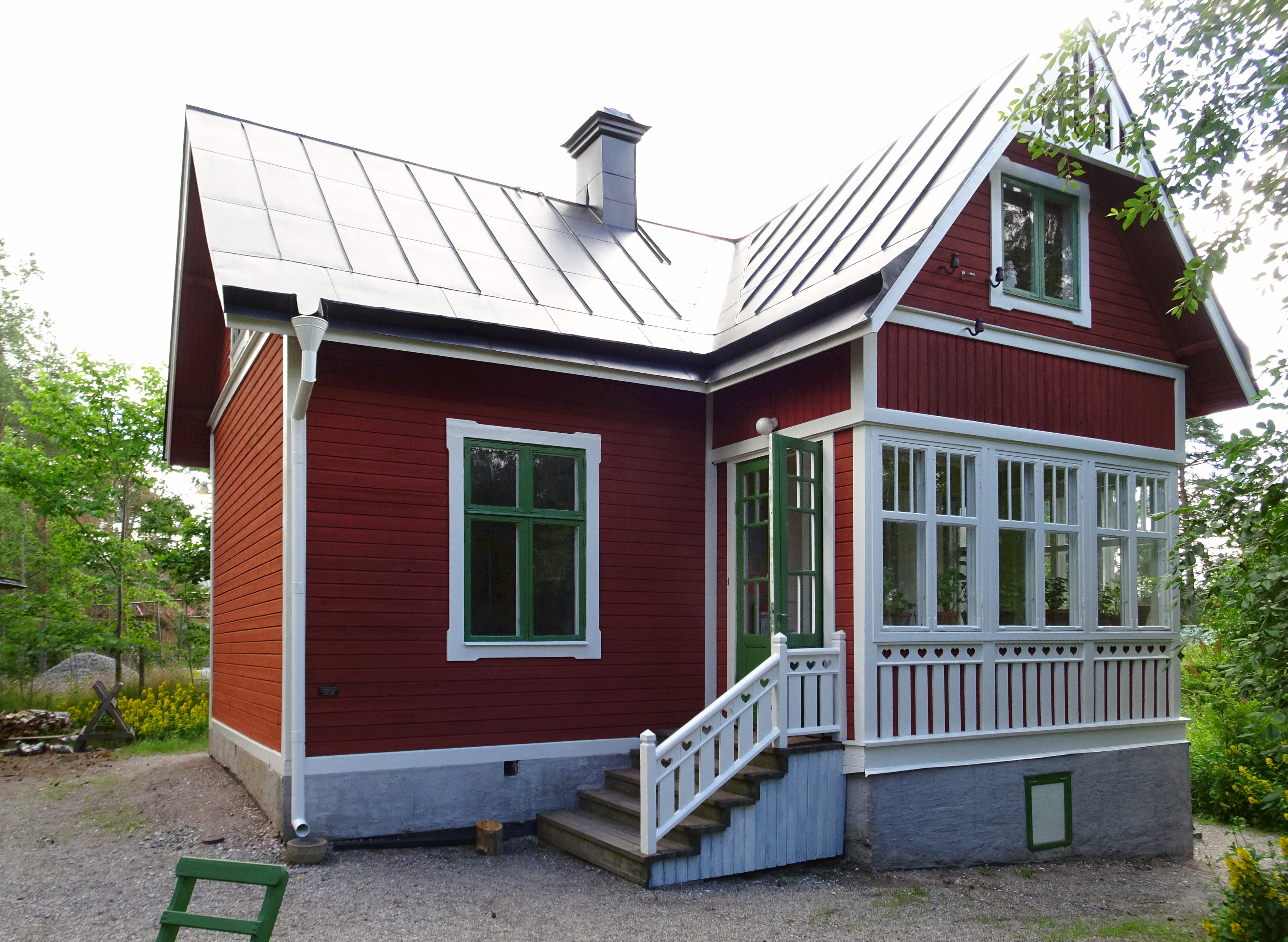
Soltorp från Hagaberg.
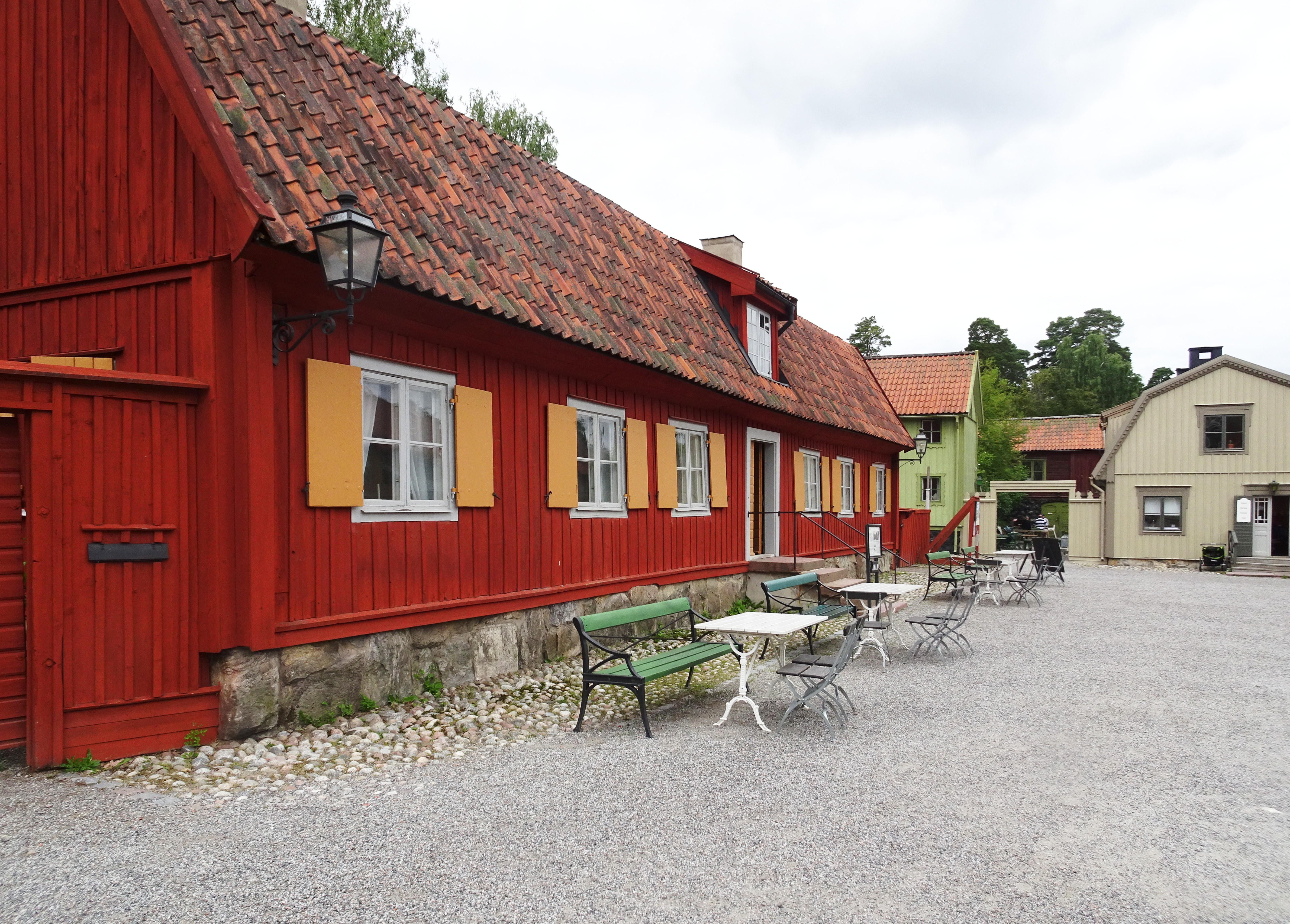
Pagelska gården.
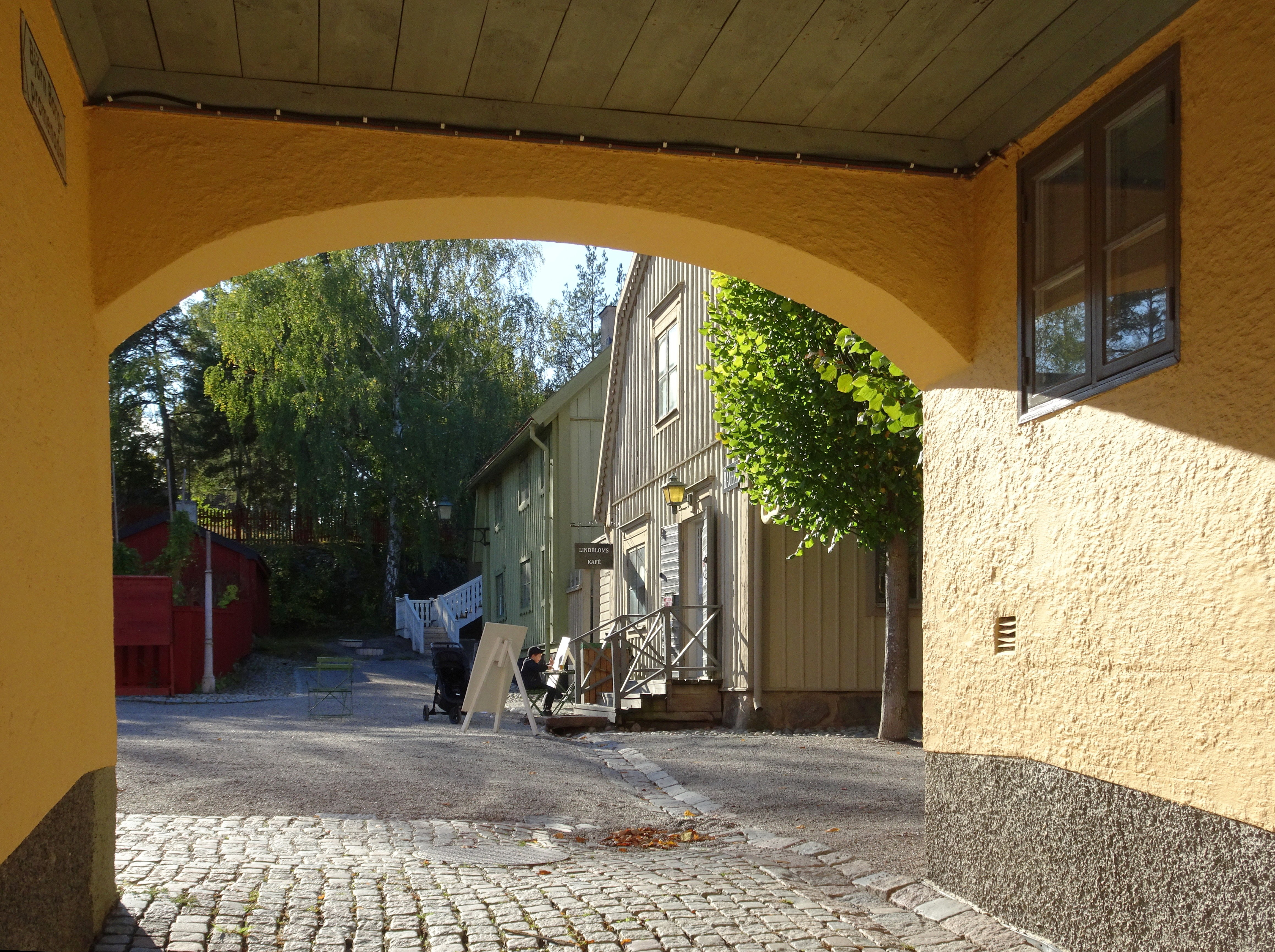
Lindbloms café.
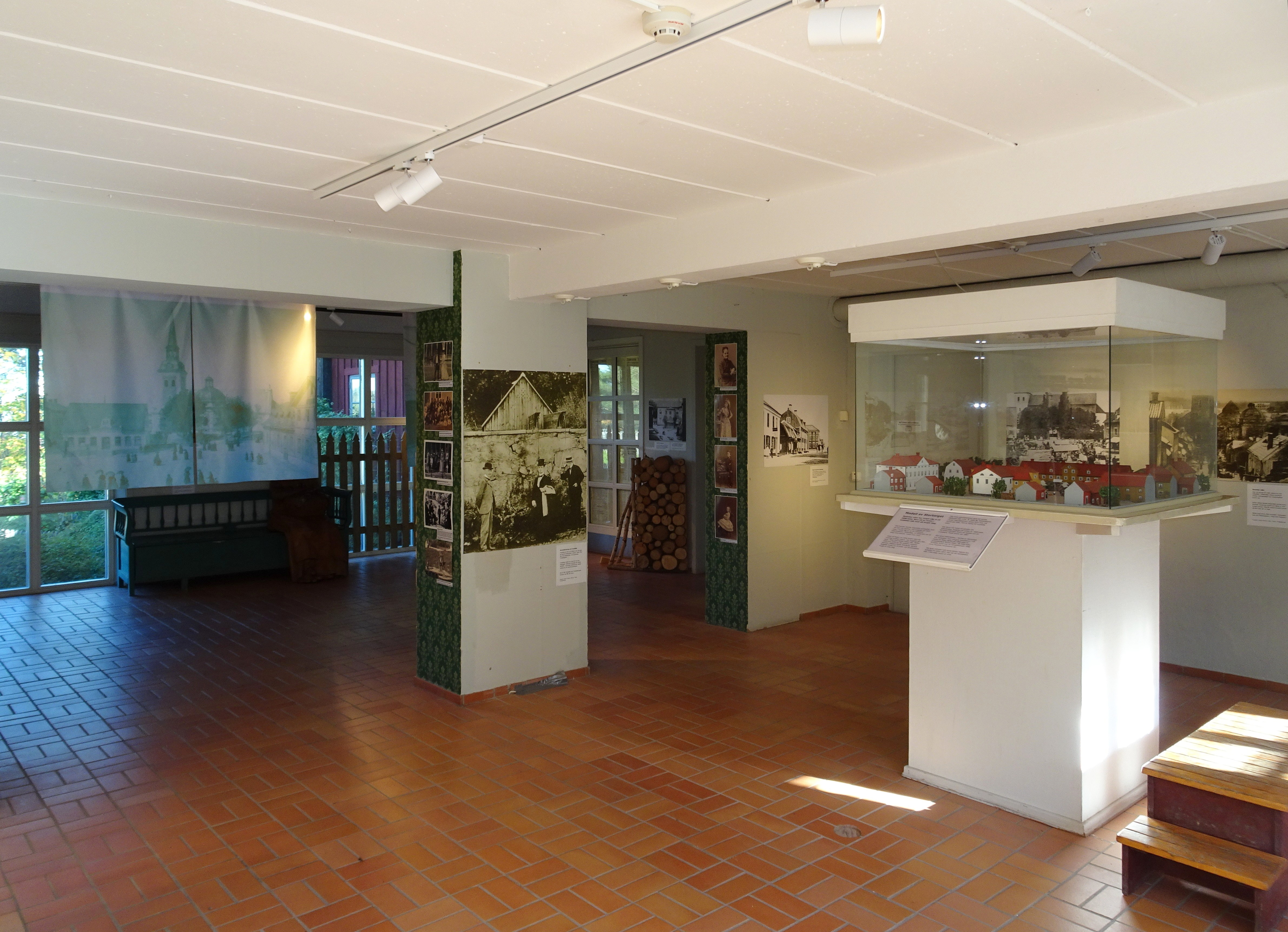
Utställning "Södertälje på 1860-talet".
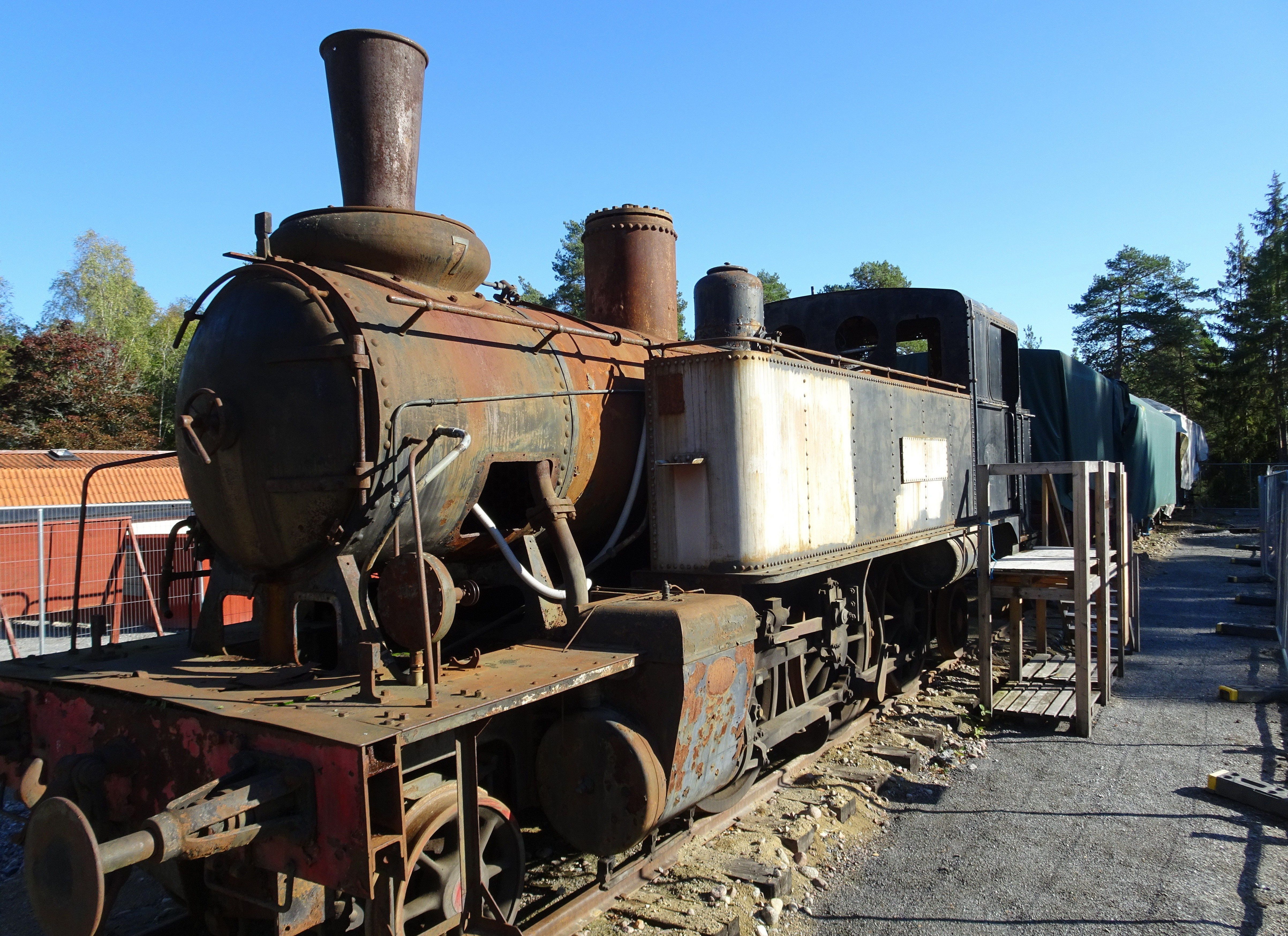
Järnvägsmiljö (under uppbyggnad).

### Södertälje Stadsmuseum
Genom handelsboden kommer besökaren även till Södertälje Stadsmuseum, som har runt 17 000 föremål och ungefär 90 000 bilder. Föremålens ålder härrör från stenåldern och fram till idag. Fotografierna är från senare hälften av 1800-talet och fram till idag. Besökaren kan bland annat se en utställning om tonårsliv på 1950-talet med tidstypiska interiörer och ett café från samma tidsperiod med flipperspel och jukebox. Till nyare utställningsföremål hör även Björn Borgs gröna garagedörr som han studsade sina tennisbollar emot och blev så småningom världsstjärna i tennis. Den slitna, gröna pardörren värderades år 2013 av Antikrundans expert Rickard Thunér till mellan 100 000 och 150 000 kronor. År 2014 förvärvades det ovanliga föremålet av Södertälje kommun för  150 000 kronor.

Stadsmuseets permanenta utställning
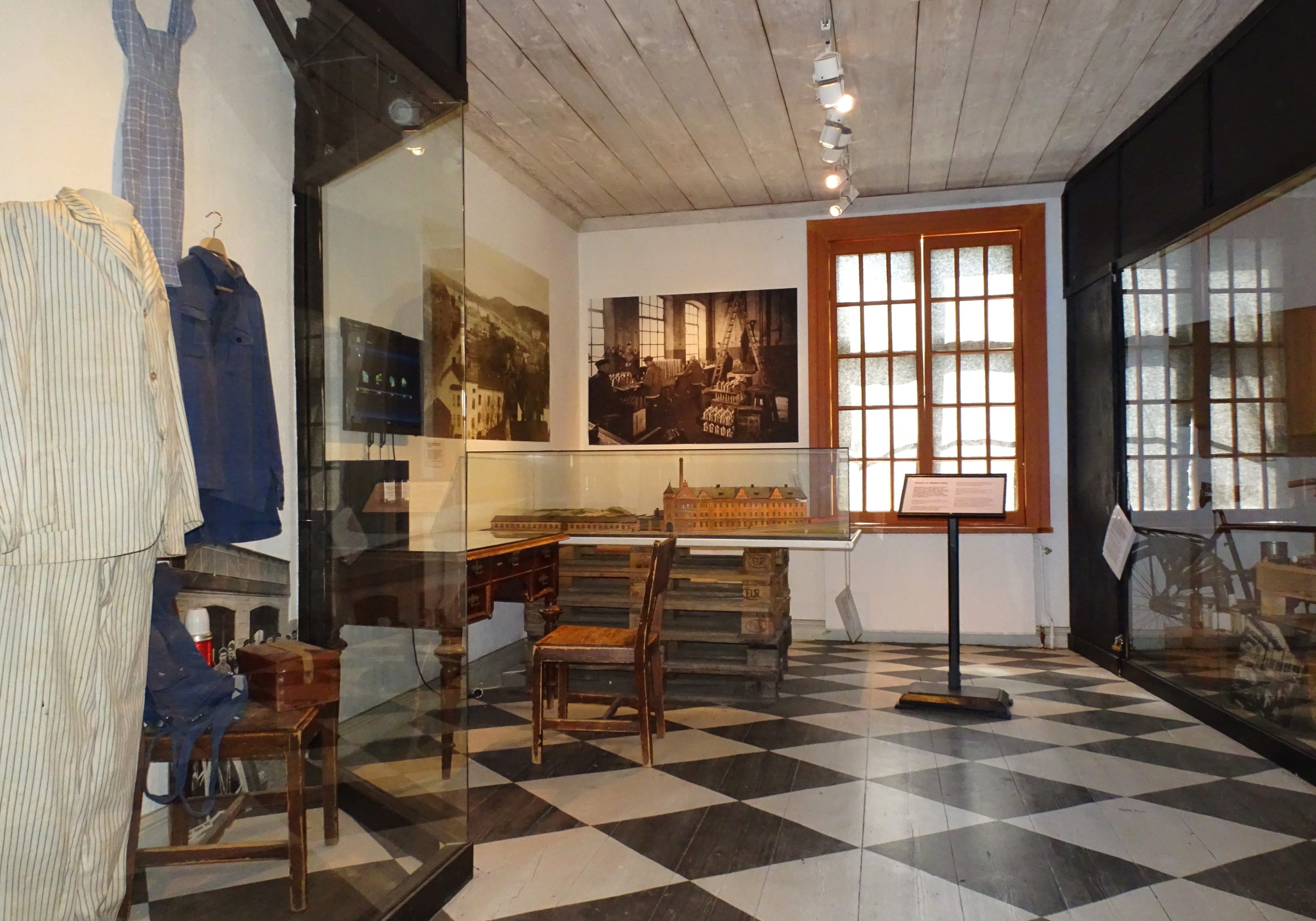
Utställning om stadens historia.
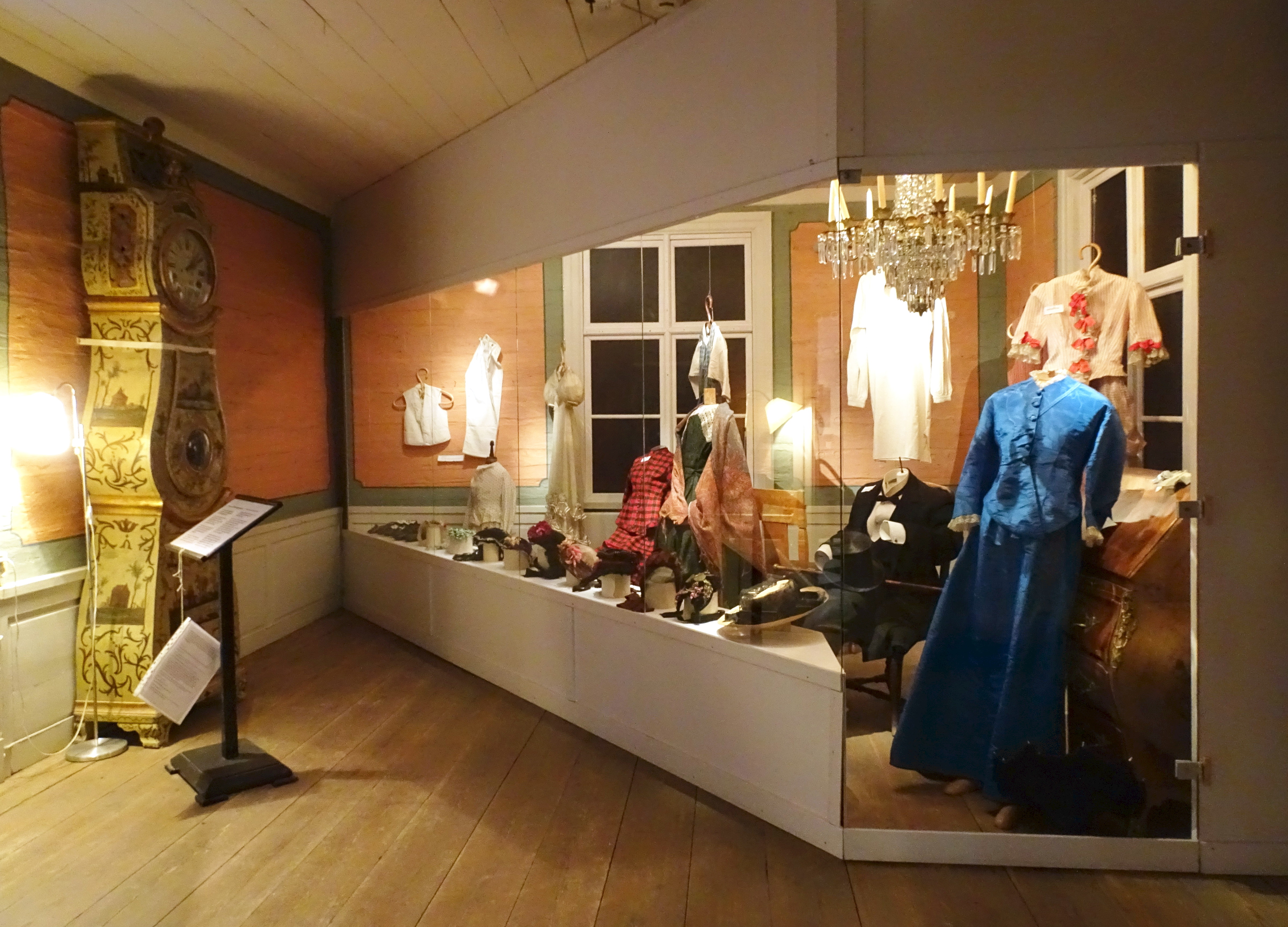
Utställning om äldre kläder.
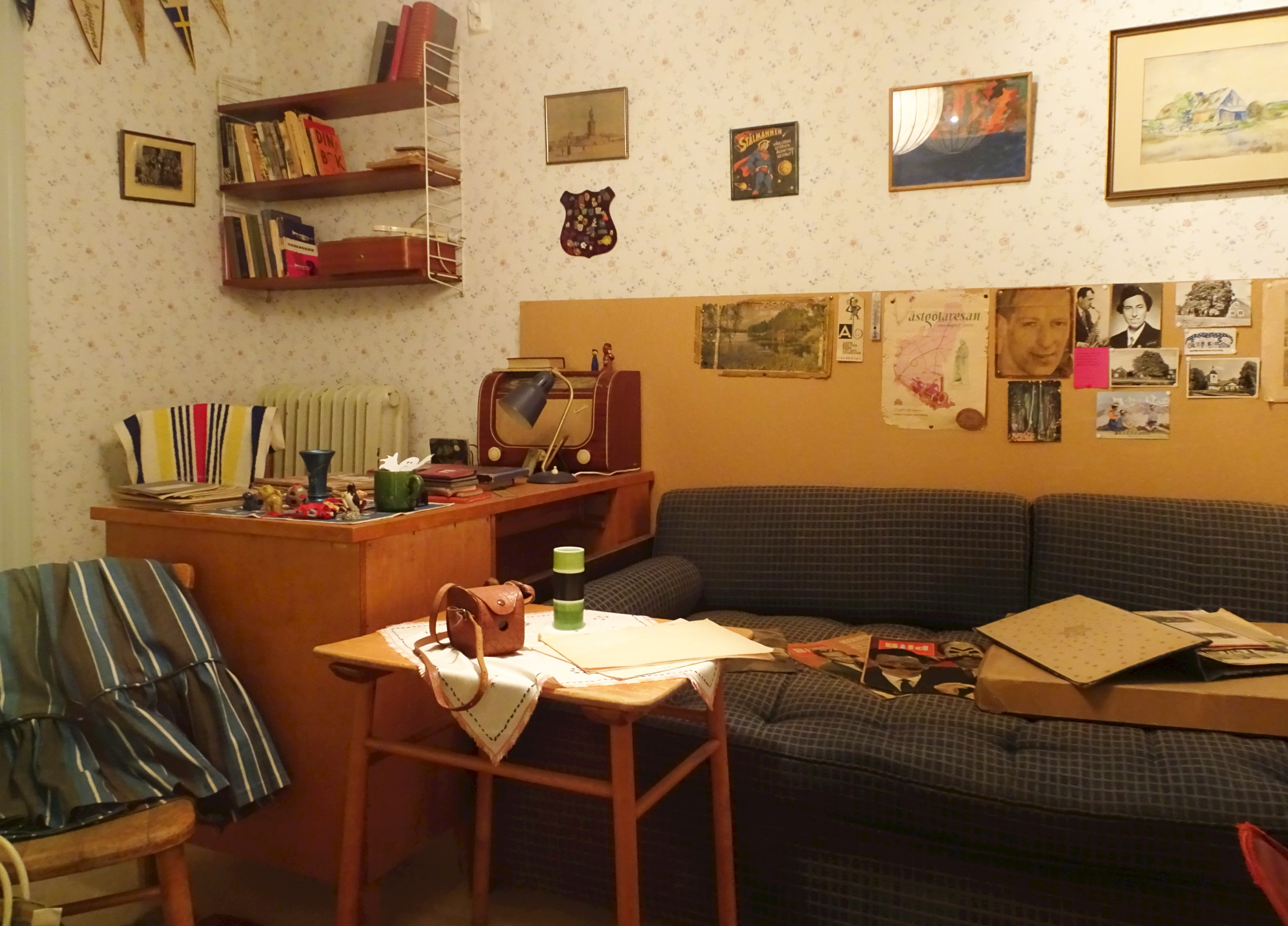
Tonårsrummet från 1950-talet.
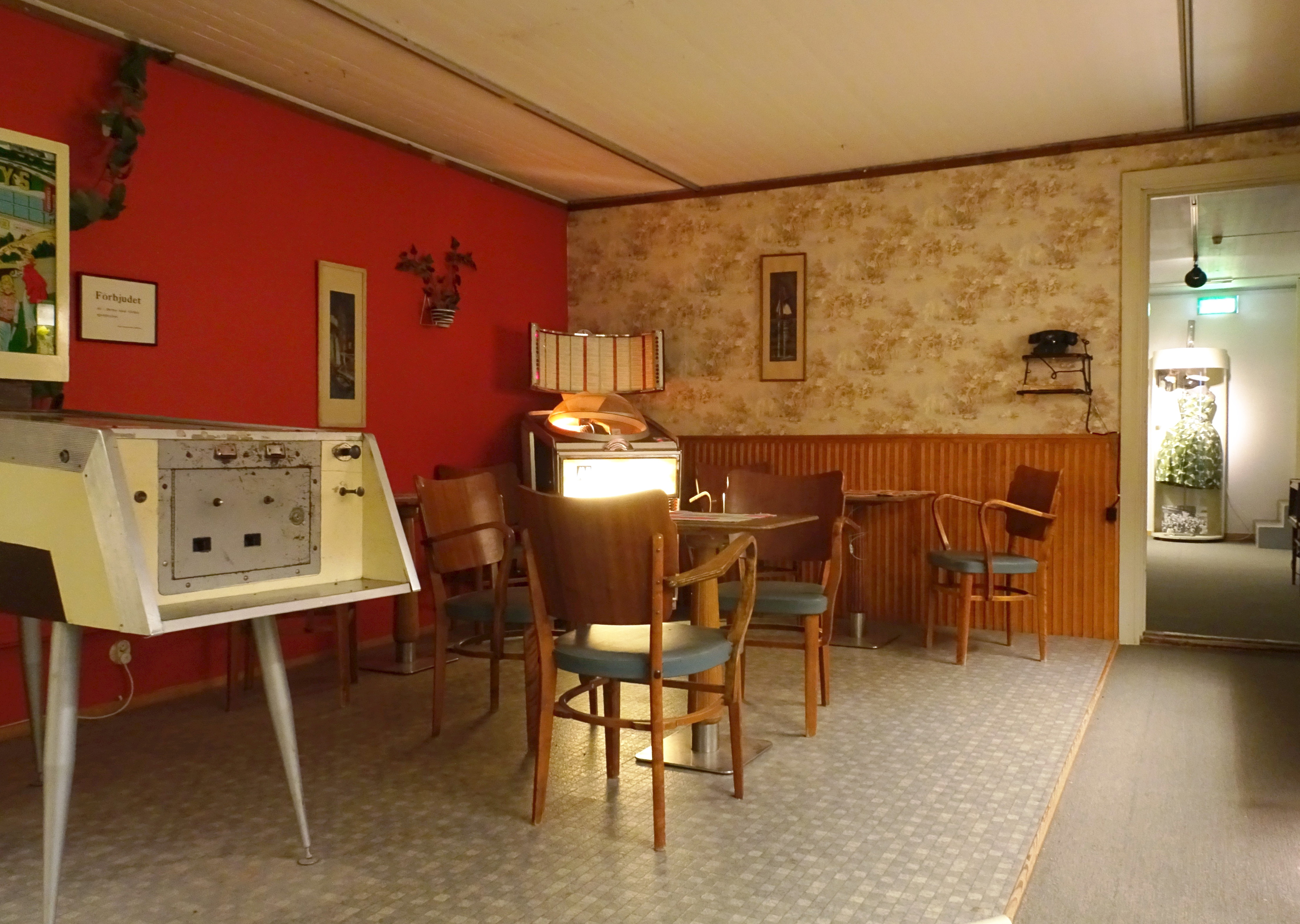
Café från 1950-talet.
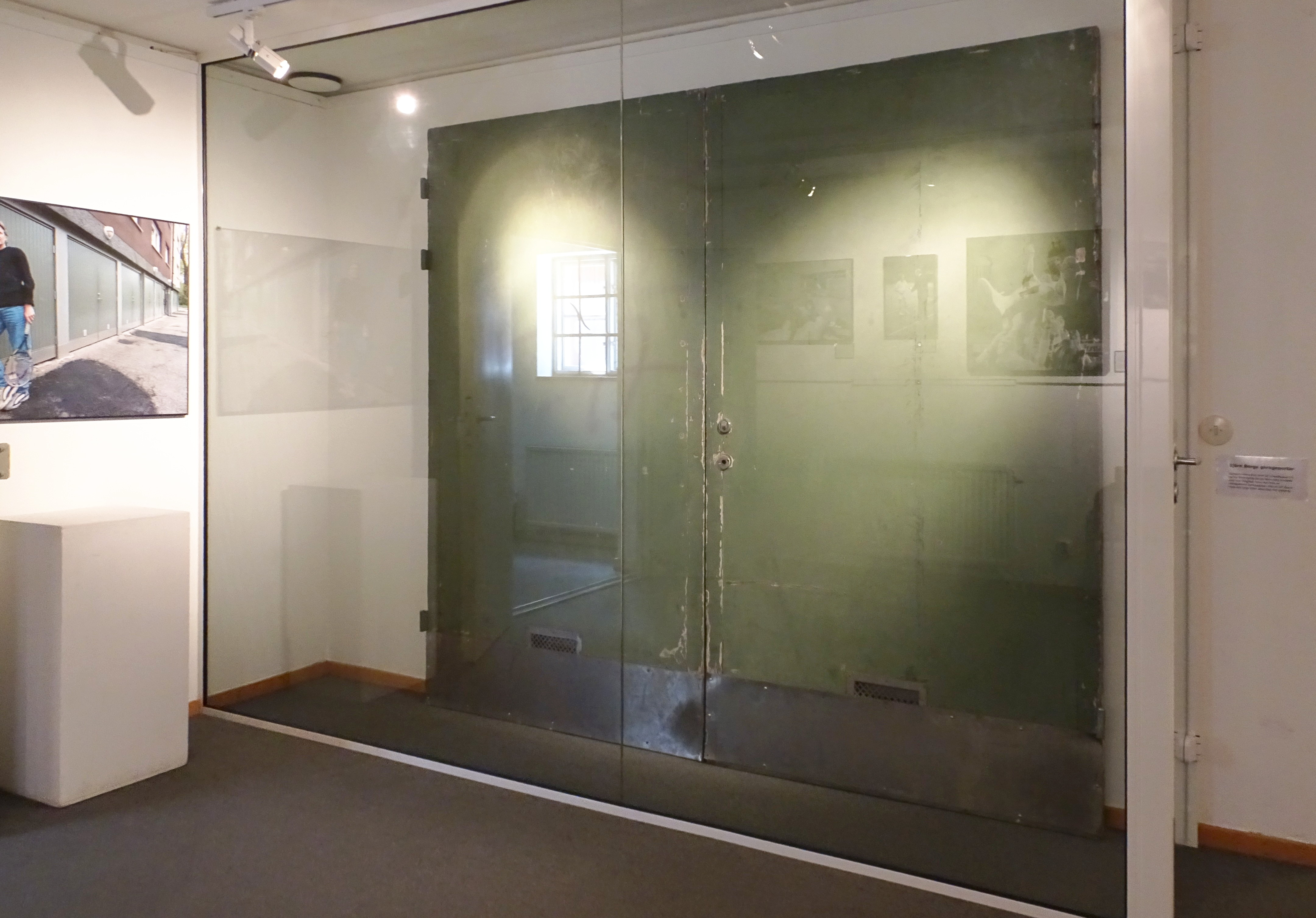
Björn Borgs garagedörr.

## Värdshusbranden

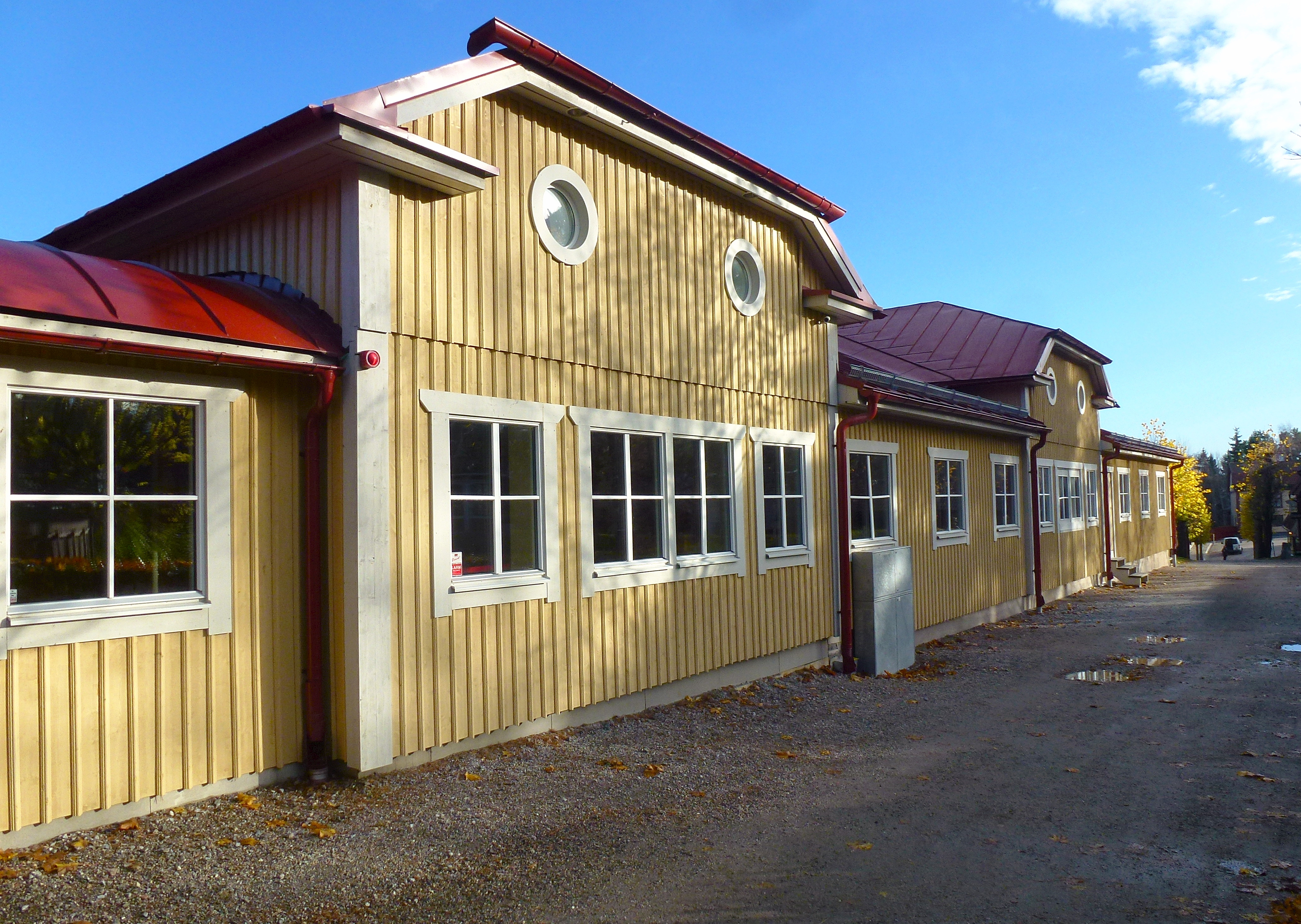
Torekällbergets Wärdshus i november 2015 (brann ner i juli 2016).

Den 3 juli 2016 brann Torekällbergets anrika värdshus ner till grunden. Ett stort område spärrades av och flera brandbilar var på plats för att bekämpa branden. Som mest bekämpade ett trettiotal brandmän från cirka fem brandstationer branden. Värdshuset gick inte att rädda och man inriktade sig in på att hindra elden att sprida sig till övriga byggnader, speciellt Nora kvarn och kägelbanan som står intill värdshuset. 
Ingen person kom till skada, och polisen konstaterade efter några dagar att det inte handlade om mordbrand utan möjligtvis om ett elektriskt fel. Vad som kommer att ske med värdshustomten var i januari 2017 inte klarlagd. Fastighetsägaren önskar uppföra ett nytt värdshus med hotell enligt planer som kräver en ny detaljplan.

## Byggnader och verksamheter i urval
(I alfabetisk ordning)

### Bageriet och Wallinska gården
Museets bageri ligger i före detta Wallinska gården vid Tenngjutartorgets södra sida, strax intill Pagelska gården. Gårdens äldsta delar byggdes omkring 1720 och var ursprungligen ett bostadshus. Innan flytten till Torekällberget nyttjades byggnaden av Södertälje Trä. På sin nya plats användes huset som kansli för Friluftsfrämjandet och som lokal för en silversmedja. Numera huserar Torekällbergets bageri där och man bakar bland annat äkta Södertäljekringlor.

### Elmrothska garveriet
Elmrothska garveriet ligger i museets stadskvarter och är uppkallat efter garvaren Carl Erik Elmroth som tog över verksamheten 1823 och drev den till sin död 1864. Själva garveribyggnaden låg ursprungligen vid Garvaregatan i nuvarande  Södertälje centrum, där Varuhuset Kringlan uppfördes 1967. Gården består av flera hus som är anordnade i fyrkant kring en innergård och som flyttades hit från olika platser i Södertälje. I ett av husen finns idag bland annat Torekällbergets krukmakeri.

### Lilla Bellevue, Konditori Bellevue

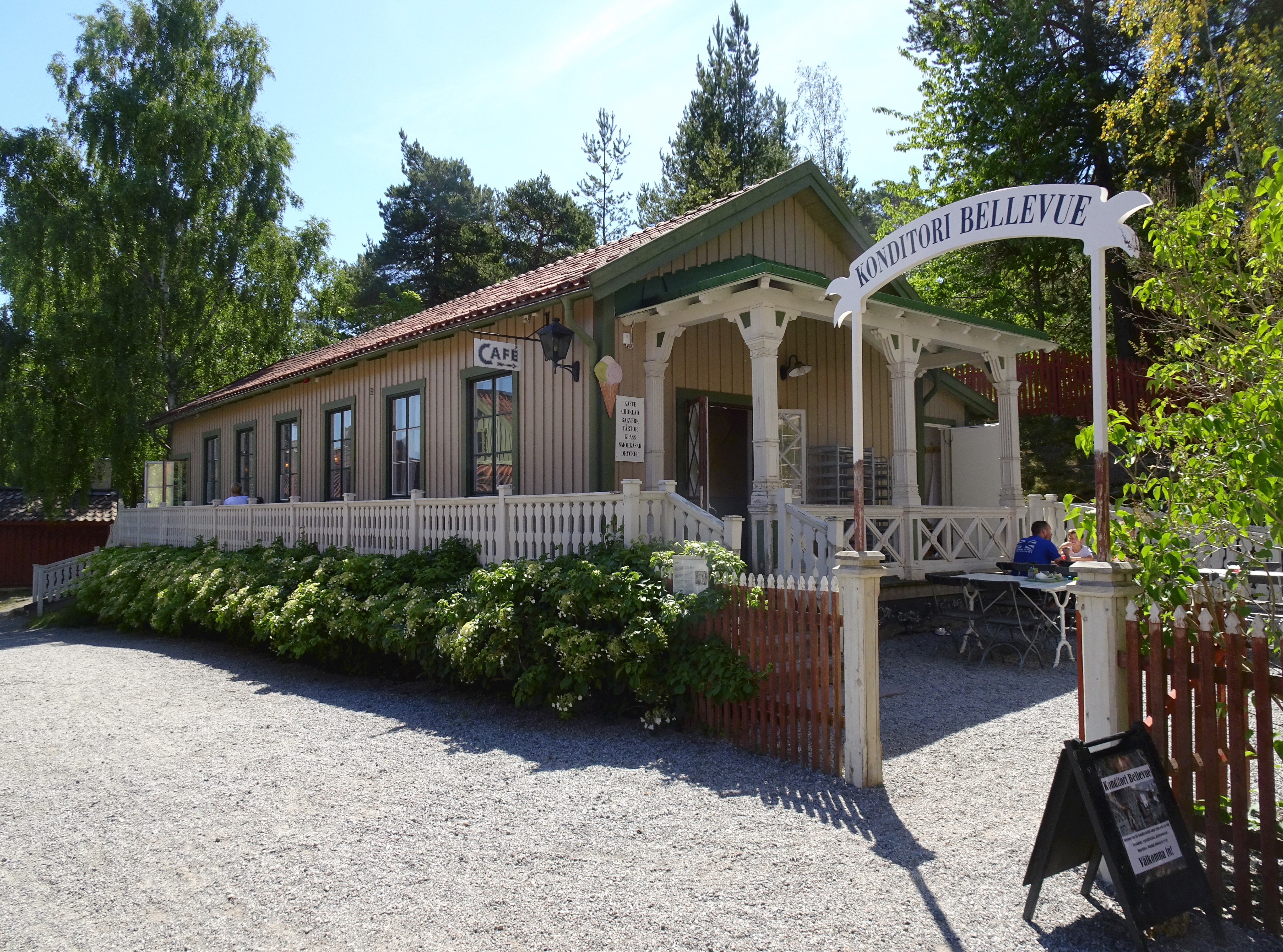
Konditori Bellevue (f.d. Lilla Bellevue).

Som annex till Villa Bellevue (dagens adress:  Parkgatan 1) byggdes badortspaviljongen Lilla Bellevue på 1870-talet. Lilla Bellevue gestaltades i schweizerstil. Badgäster och patienter kunde hyra in sig här under säsongerna. Bland gästerna lär ha funnits lyrikern och ortopeden Herman Sätherberg som skrev Studentsången. Lilla Bellevue flyttades 1960 till museet Torekällberget. På platsen uppfördes istället  Södertälje Baptistkyrka . Som Konditori Bellevue visar det idag en offentlig kafémiljö från 1800-talets andra hälft. Villa Bellevue uppfördes 1871 efter ritningar av arkitekt Ernst Jacobsson och utgör idag, tillsammans med Badhotellet och Södertälje stadshotell, en liten rest från tiden när Södertälje var en exklusiv badort.

### Båtsmanstorpet Östberg
I området "Landet" ligger båtsmanstorpet Östberg som kommer från Österkumla i Turinge socken. En skylt över dörren förklarar "1:a Sörmlands Båtsmanskompani No 132". Båtsmannen Anders Peter Östberg och hans hustru Stina Lovisa Johansdotter bodde i torpet på 1860-talet. I det lilla huset, som bara består av ett rum och en kammare, motsvarande hustypen enkelstuga. Totalt trängdes åtta personer på den minimala ytan. Torpets inredning motsvarar hur ett båtsmanstorp skulle ha kunnat se ut när båtsman Östberg med familj bodde här. Torparen hade en liten jordbit att odla spannmål på, ett potatisland, en ko, en gris och några höns. Torparfamiljen tillverkade själv det mesta som behövdes av mat, kläder och arbetsredskap.

### Fotografi Atelier

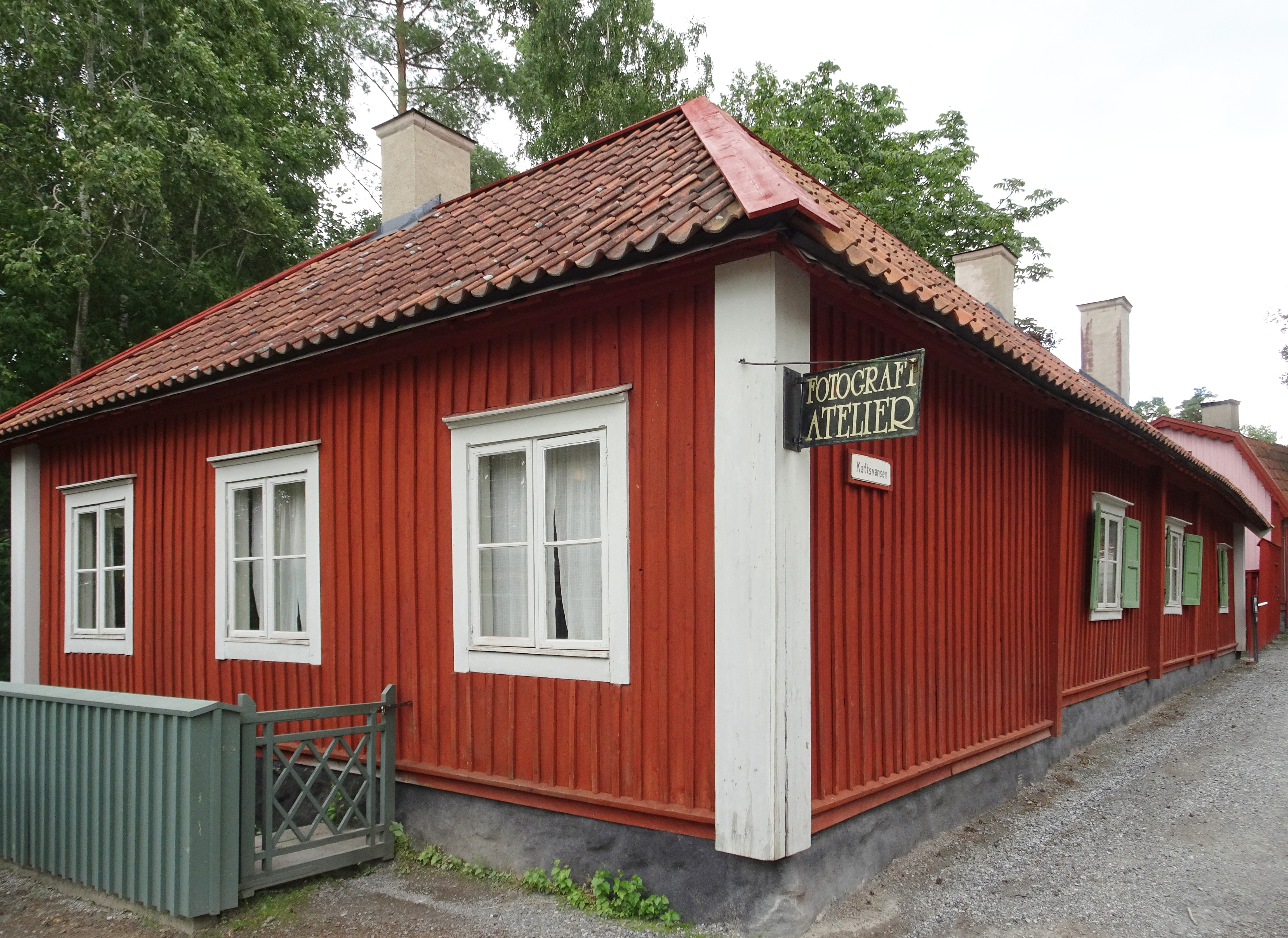
Fotografi Atelier i Engelströmska gården.

Torekällbergets ”Fotografi Atelier” ligger i före detta Engelströmska gården som ligger strax söder om Patonska huset. Här visas en rekonstruktion av fotografen Maria Hallströms ateljé och en fotoutställning med några av hennes bilder. Hon räknas till en av Södertäljes första yrkesfotografer och var verksam i staden mellan 1907 och 1924. Torekällbergets museum förvärvade 1972 ett stort antal glasplåtar och delar av Hallströms ateljéutrustning. Omkring 7 000 av hennes bilder är datoriserade och registrerade samt sökbara i museets databas i Stadsmuseet på museiområdet. Många negativ var skadade av fukt och slitage, men museet har rengjort dem så gott det gick.

### Garverigården
Garverigården består av bostadshus, fähus, garverihus och magasin. Huvudbyggnaden, det Elmrothska garveriet, uppfördes på 1700-talet och låg till en början vid Garvaregatan i Södertälje och senare vid Torekällgatan. Huset är uppkallat efter sin ägare Carl Fredrik Elmroth. Han övertog huset och rörelsen 1823 och efter hans död fortsatte änkan Sofia Carolina verksamheten fram till 1915. Då var Elmrothska garveriet det sista garveriet som fanns kvar i staden. På 1930-talet kläddes husets timmerfasader med panel. I samband med omdaningen av Södertäljes centrum på 1960-talet flyttades byggnaden till museet.

### Holmbergska villan

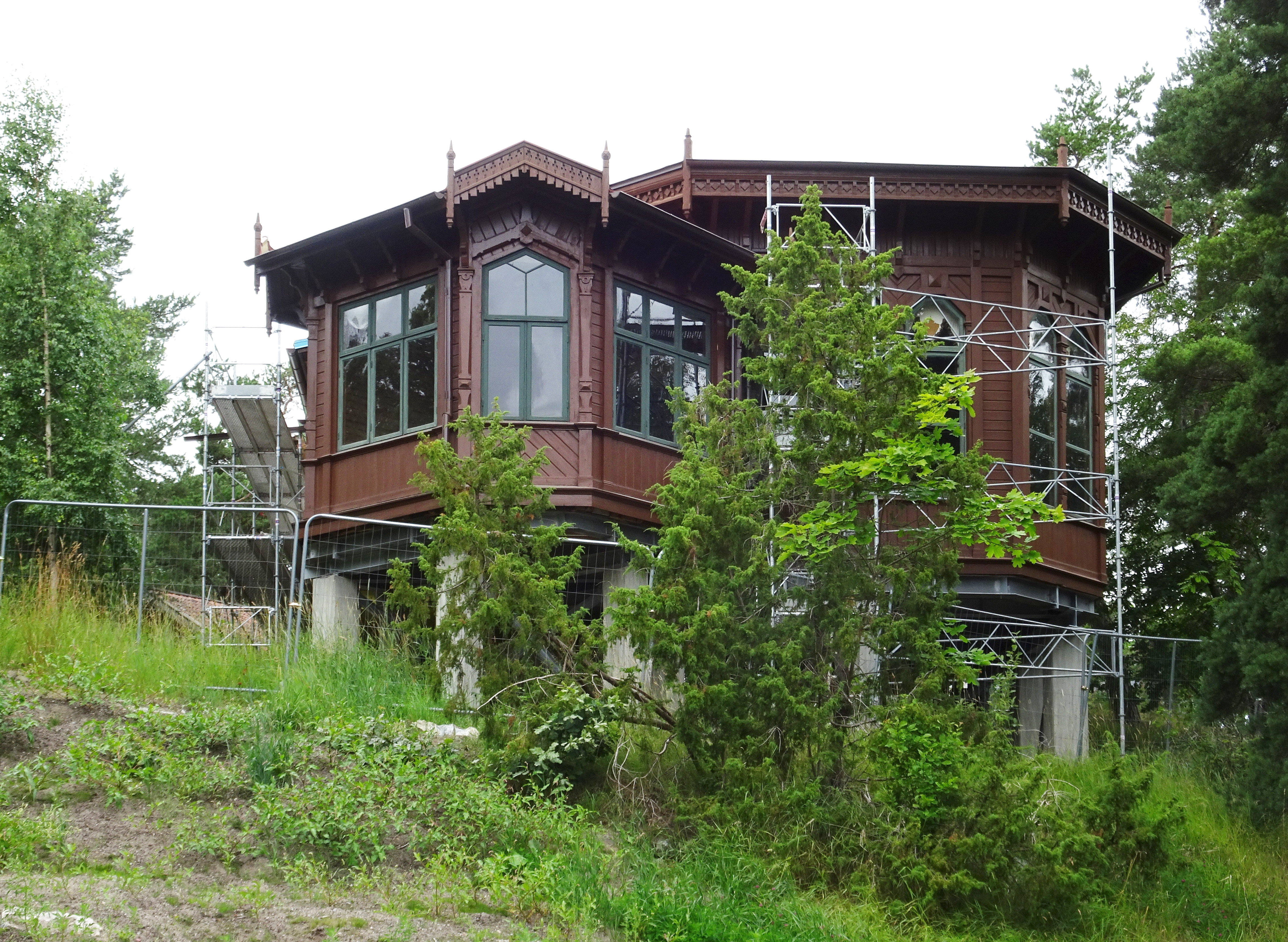
Holmbergska villan efter flytten, 2022.

Från Stadsmuseet ledde tidigare en korridor till två rum från Holmbergska villan, som var den största sommarvillan i badorten Södertälje. Huset uppfördes 1885 för byggmästaren Jöns Peter Holmberg från Stockholm efter ritningar av arkitekt Ernst Haegglund. För den påkostade inredningen stod teaterdekoratören Carl Grabow. 1966 revs villan för att ge plats åt Scania-Vabis personalbostäder. Matsalen och verandan bevarades och skänktes till Torekällbergets museum där de återuppfördes i original inklusive inredningen. I september 2021 flyttades de bevarade delarna av villan till en ny plats på museet. Där skall byggnaden få en bättre placering och vara mer tillgänglig för besökare.

### Kägelbanan
Torekällbergets kägelbana flyttades 1979 från Saltskog och stod under några år tom och oanvänd. Åren 2010-2011 förvandlades banan från ett tomt skal till en fullt inredd och utrustad sporthall i 1800-talsutseende. Anläggningen består av ett litet förrum och själva banan. För restaureringsarbetet stod Tyréns.

### Lideby gamla skola
Lideby gamla skola byggdes 1862 och låg mellan Lideby och Lundby, i Salems socken. I byggnaden fanns en skolsal och bostad om ett rum och kök. Lärarinnan fick bo gratis och hade cirka 300 kronor i lön om året. Huset fungerade som skola fram till 1913 då verksamheten flyttade till en ny, större skola cirka 200 meter söder om den gamla. Lidebys gamla skola nyttjades sedan fram till 1942 för pojkarnas träslöjdsundervisning och som bostad för skolvaktmästaren. 1972/1973 monterades skolbyggnaden ner och återuppsattes på Torekällberget där man valde att visa en skolsal så som den kunde te sig 1905. På platsen för den gamla skolan återfinns idag husets stenfundament.

### Nora väderkvarn

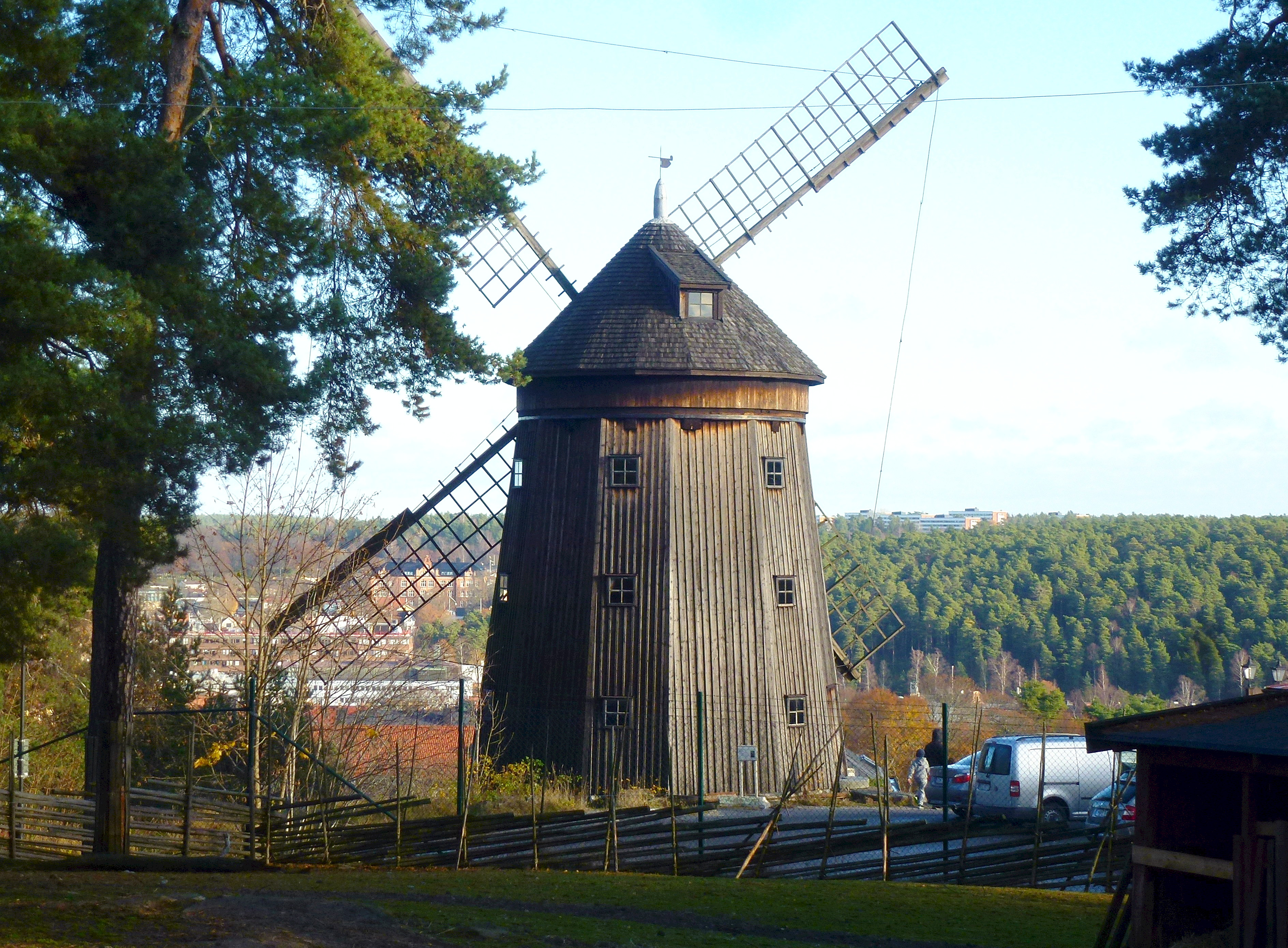
Nora kvarn.

Väderkvarnen på Torekällberget är ett lokalt landmärke, synligt från Södertälje centrum och från områden öster om Södertälje kanal. Den är även museets "varumärke" har flera gånger avbildats på vykort och tändsticksaskar med Södertäljemotiv. Kvarnen är av typ holländare och flyttades 1929 hit från Nora gård i Mörkö socken (därav namnet). Ursprungligen byggdes kvarnen på Näsbacken vid Hörningsholm och flyttades 1876 till Nora. Där var den i drift fram till mitten av 1920-talet och den siste mjölnaren hette Kalle Öberg. En stock i översta våningen var märkt med årtalet 1772, vilket kan vara det ursprungliga byggåret. Den ursprungliga väderkvarnen eldhärjades svårt den 8 juli 1989 genom en anlagd brand. Kvarnen ersattes sedan av en exakt kopia som byggdes i Rättvik i Dalarna och nyinvigdes den 3 juni 1991.

### Pagelska gården
Pagelska gården kallas ett bostadshus som ursprungligen låg i anslutning till Södertälje kanal vid Västra Kanalgatan 2 i Södertälje. Huset uppfördes troligen någon gång på 1700-talet och har sitt namn efter familjen Pagels som bebodde huset mellan 1827 och 1913. Pagelska gården flyttades 1962 till friluftsmuseet Torekällberget och placerades i stadskvarteren vid södra sidan av Tenngjutartorget.

### Patonska gården
Patonska gården är uppkallat efter grosshandlarfamiljen Paton som ägde huset från omkring 1840 till 1895. Det kallas även Strömstedtska huset efter spannmålshandlaren och rådmannen Johan Strömstedt, som förvärvade byggnaden i början av 1800-talet. Huset uppfördes mellan 1795 och 1799 vid Stora torget, Storgatan 20 i Södertälje. Det var då ett av de största husen i Södertälje. I bottenvåningens hörn har det alltid funnits en handelsbod medan övervåningen inhyste ägarnas representativa bostad. På 1830-talet fick huset sitt nuvarande utseende. Byggnaden kallades även för det Lechska huset efter Susanna Lech som köpte huset 1895. Idag finns museets handelsbod på samma plats som handelsboden en gång låg när huset var nytt 1795. Man valde att visa en handelsbod från början av 1900-talet.

### Råbygården

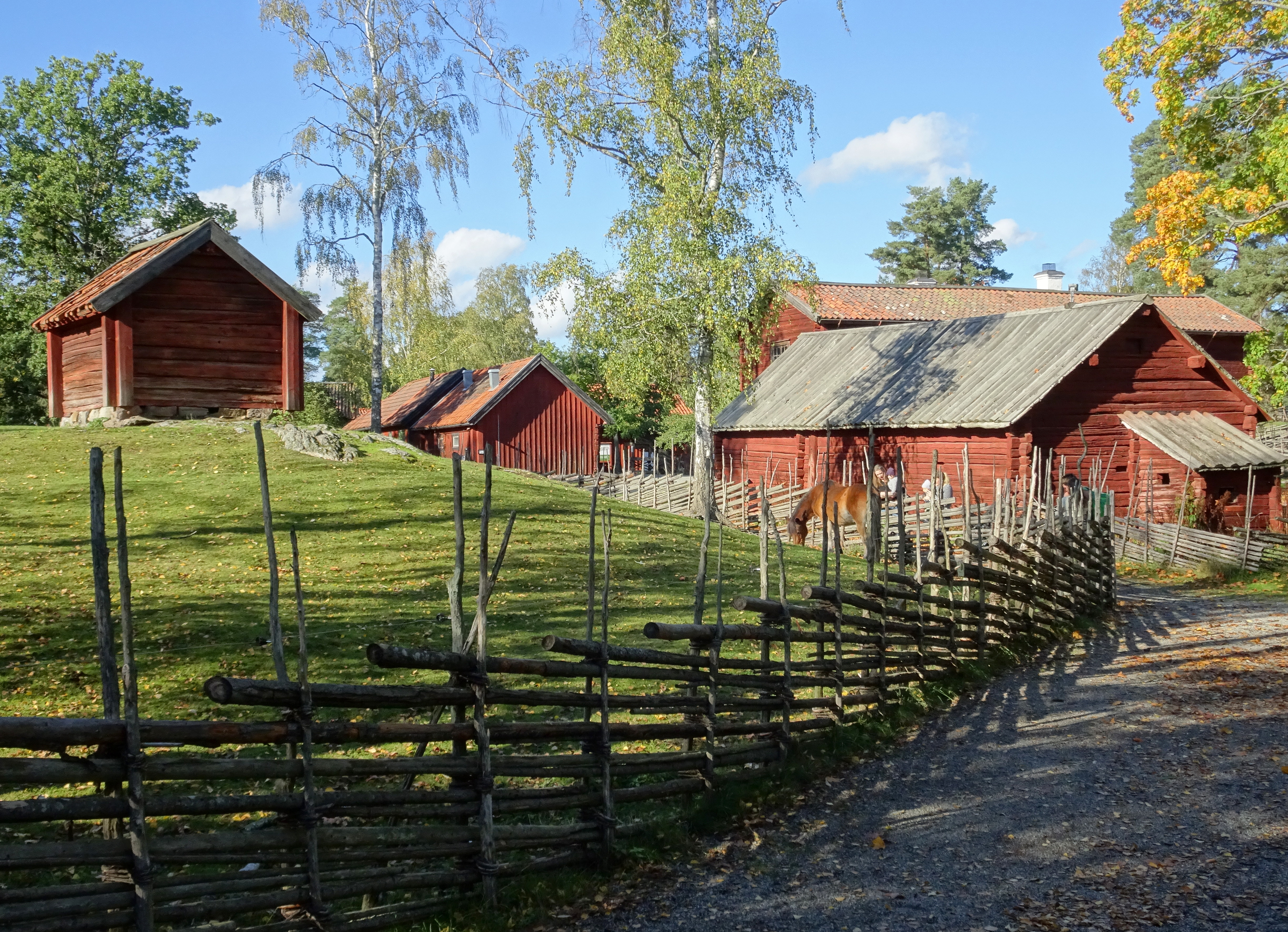
Råbygårdens lantliga miljö.

Råbygården är museets stora bondgård. Huvudbyggnaden kommer från Råby i Grödinge socken och kring den har uthus, bodar och fähus placerats. Tillsammans bilder anläggningen en typisk gårdsmiljö från mitten av 1800-talet. Mangårdsbyggnaden var ursprungligen en parstuga som uppfördes 1776–1777. På 1800-talets början fick huset ett övre våningsplan som dock nyttjades sällan eftersom det var dyrbart att värma upp huset. 
Byggnaden är inredd med tidstypiska möbler från Grödinge och Sorunda socknar. Museet Torekällberget har försökt återskapa hemmet så som det kan ha sett ut när bonden Per och hans hustru Christina bodde där på 1860-talet. På nedre plan finns storstugan, husets vardagsrum, men här lagades även mat, åt sina måltider och sov. I taket syns så kallade takstängerna, som användes för att hänga brödkakor och fuktiga kläder på. De två större rummen på övervåningen har öppna spisar och den lilla kammaren en rörspis.

### Soltorp från Hagaberg
Soltorpet uppfördes omkring 1905 möjligtvis som vilohem för kvinnor. Huset är representativ för egnahemsrörelsens enkla arbetarbostäder från 1900-talets början. Soltorp är ett av de första husen som byggdes i egnahemsområdet Hagaberg i Södertälje. På 1920-talet blev Soltorp privatbostad och nyttjades efter 1950-talet som fritidsstuga innan huset flyttades 2005 till Torekällberget. Interiören härrör delvis från ursprungstorpet. När byggnaden togs till Torekällberget följde även trädgårdens alla växter och träd hit inklusive odlingsröset och fågelholken.

### Bilder, interiörer stad och land i urval

Interiörer, staden
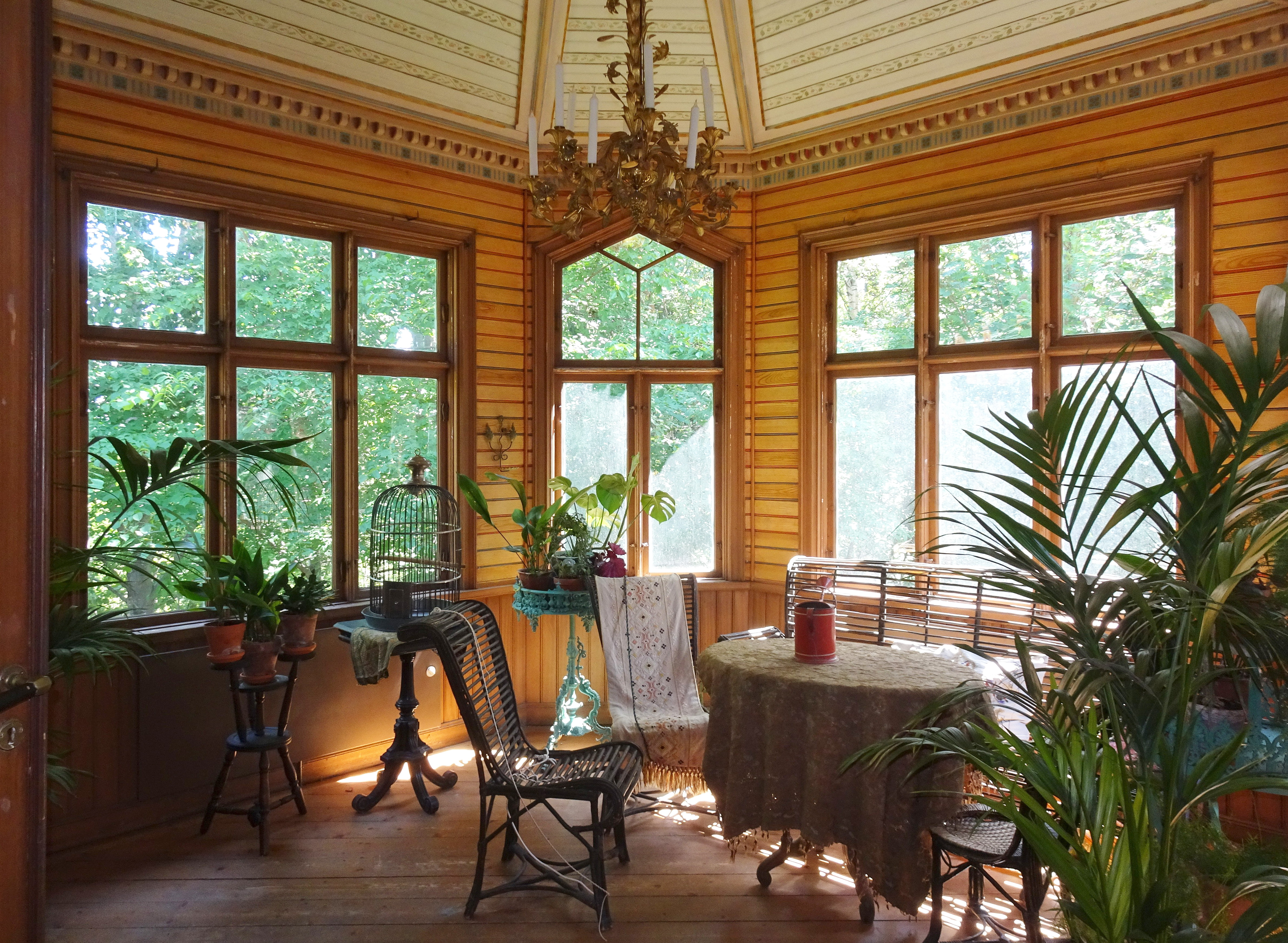
Holmbergska villan.
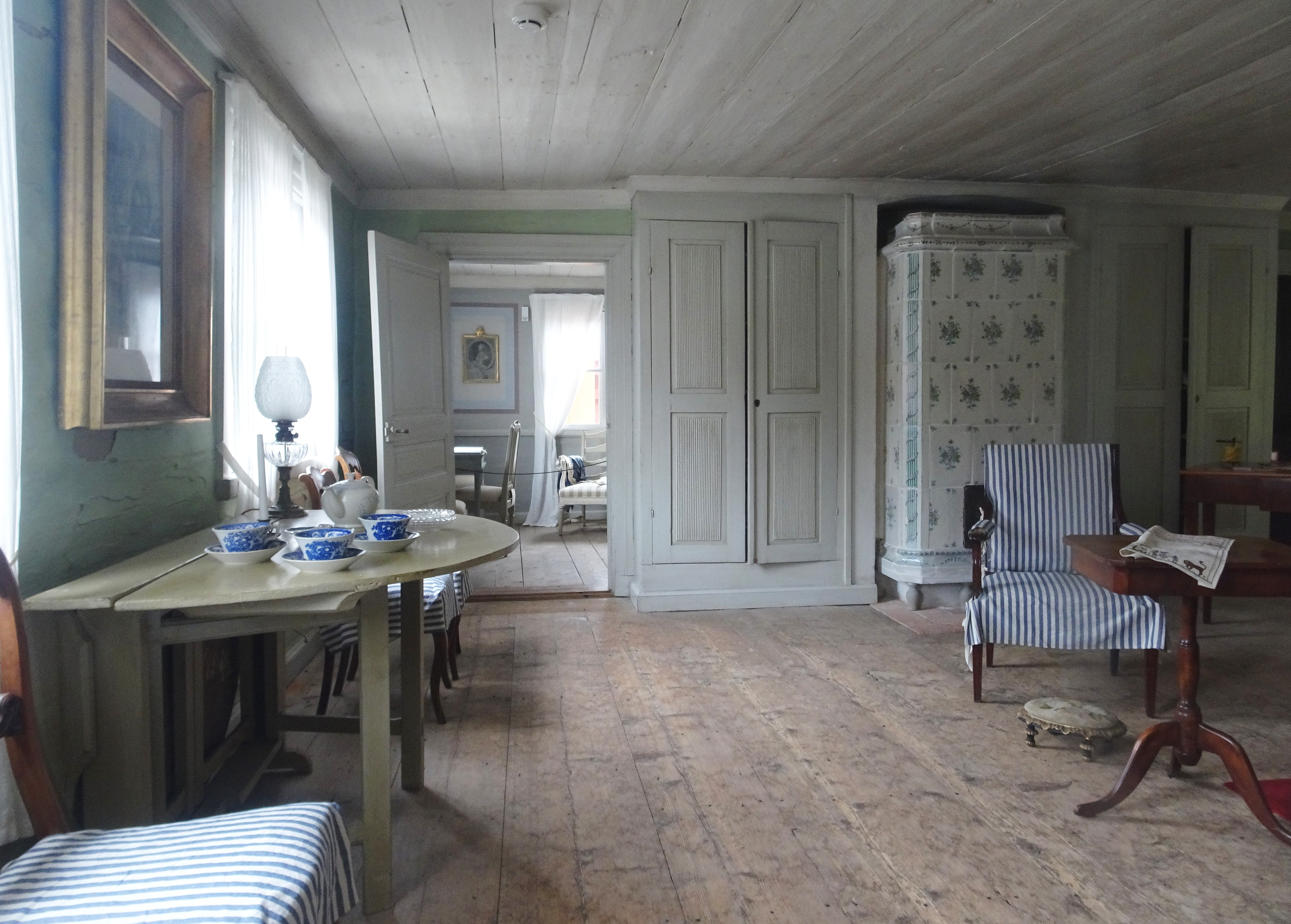
Pagelska gårdens salong.
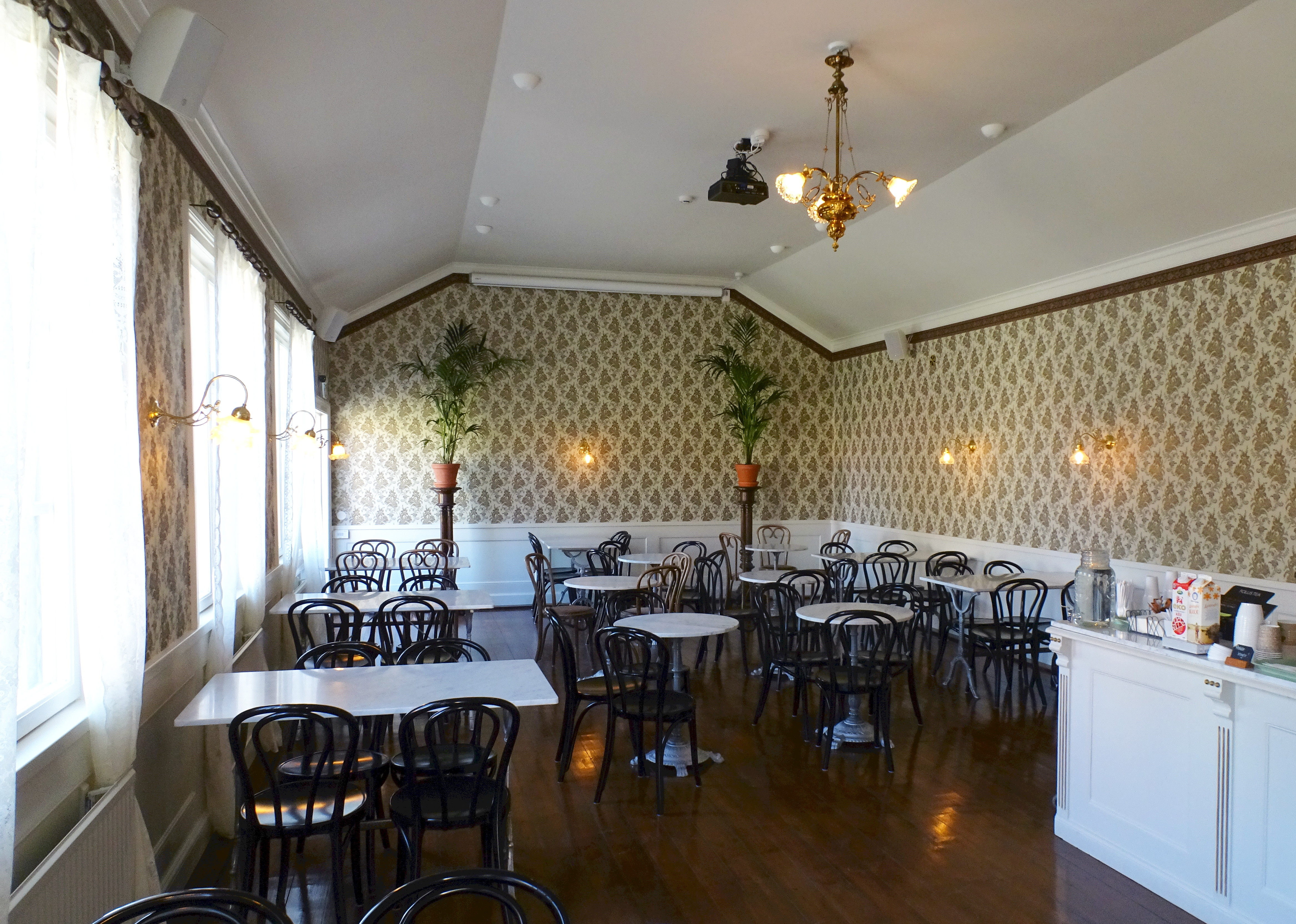
Kontitori Bellevue.
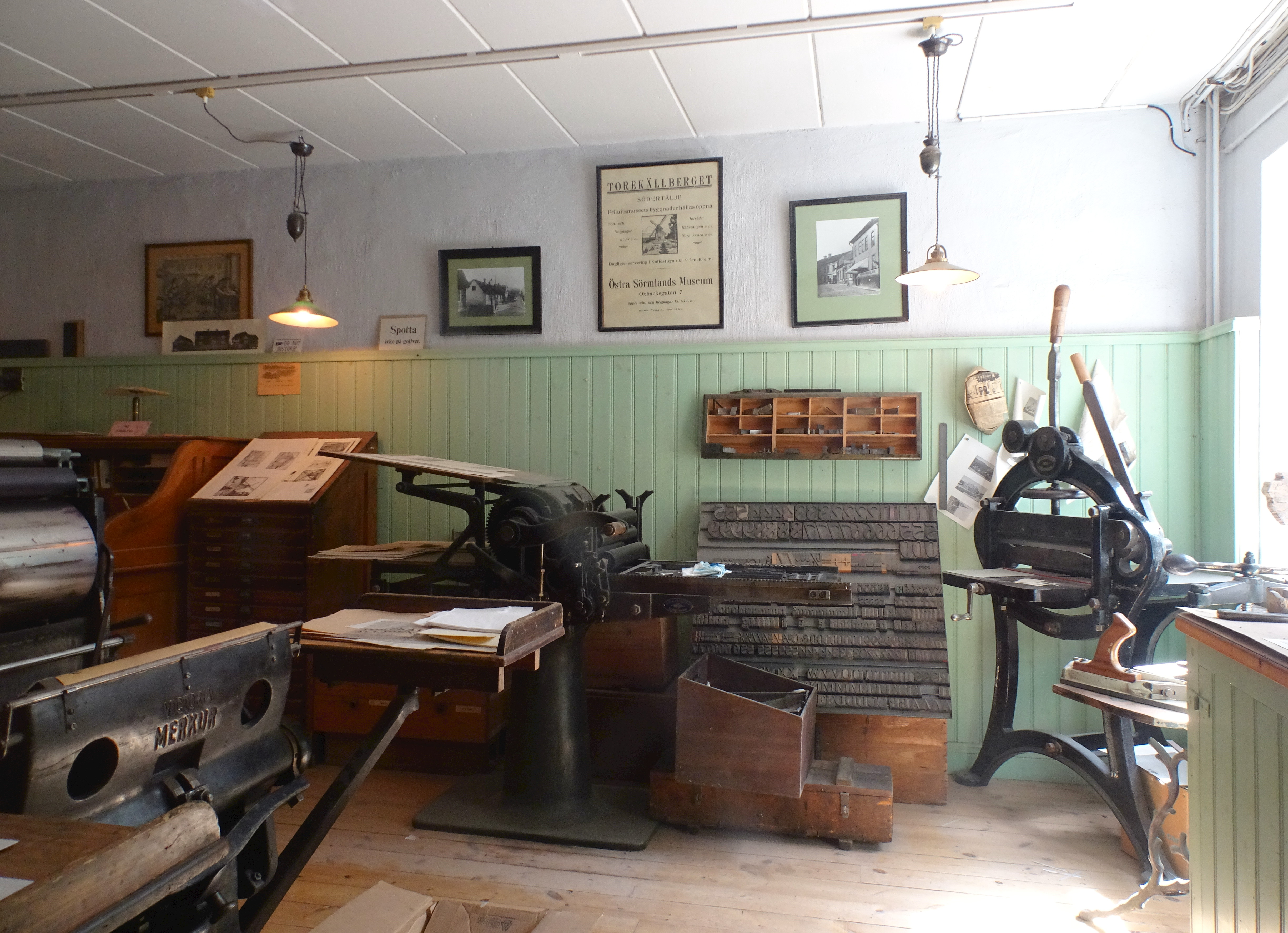
Typografen.
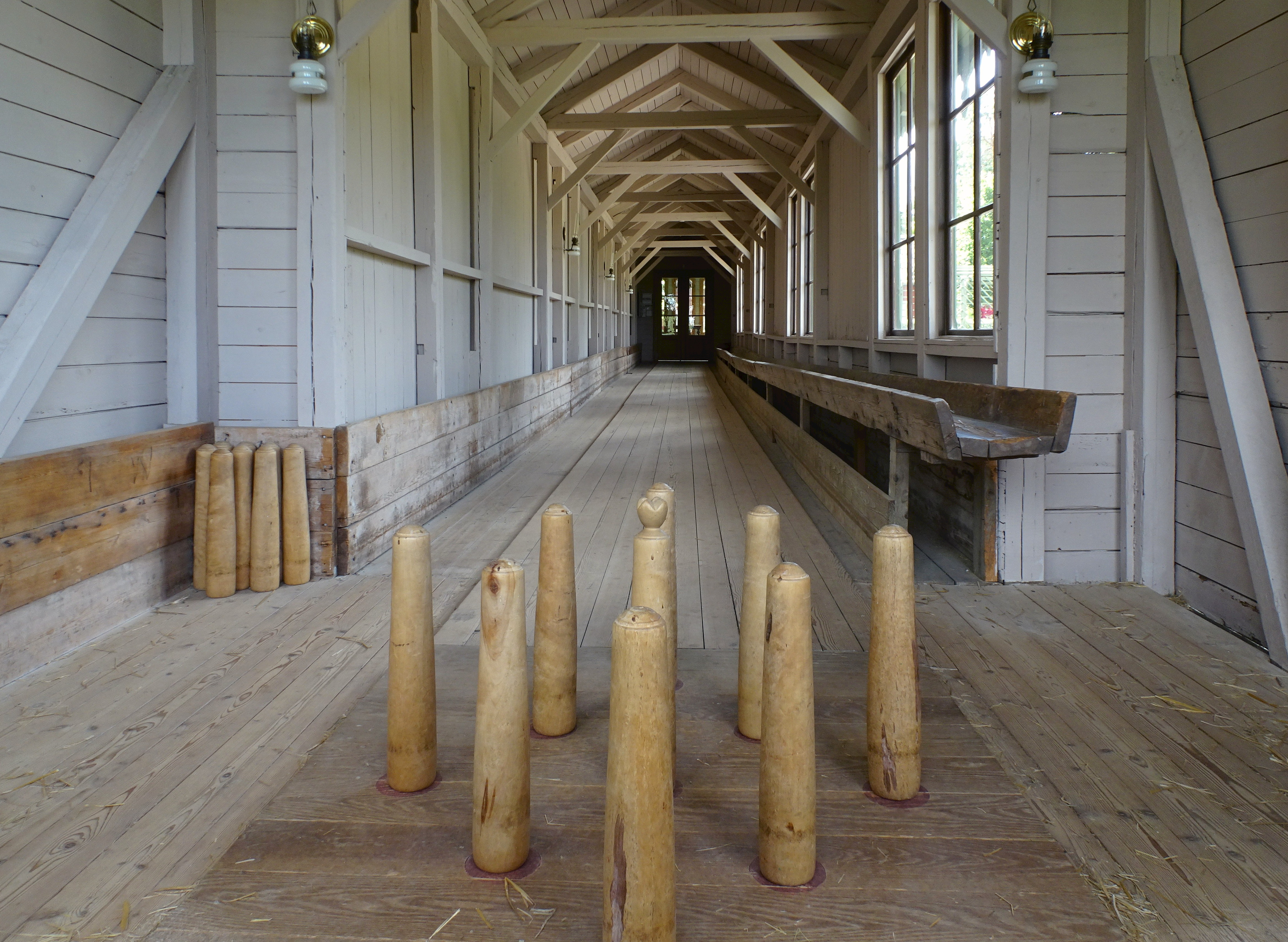
Kägelbanan.

Interiörer, landet
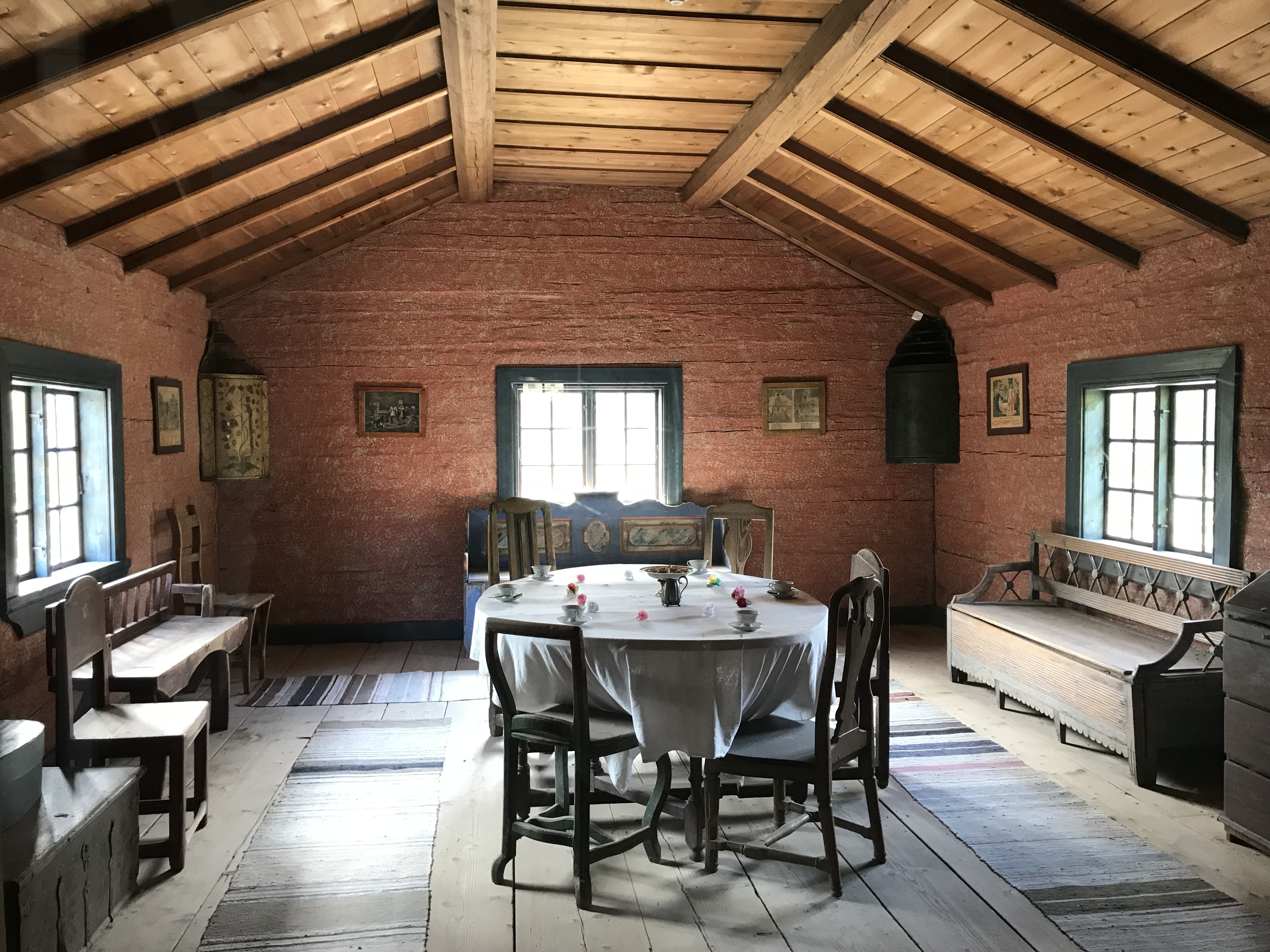
Råbygården, interiör en trappa upp.
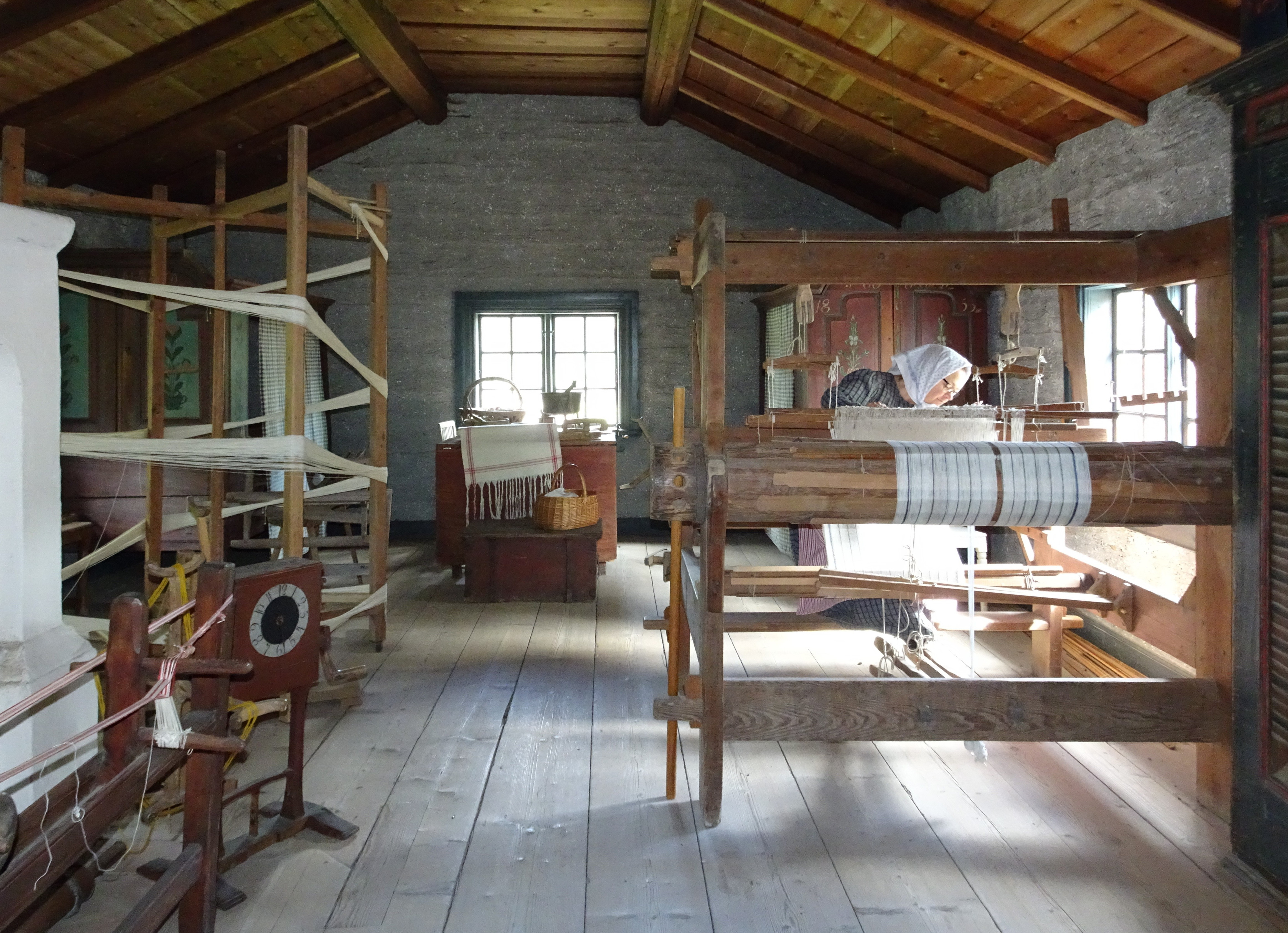
Råbygården, interiör en trappa upp.
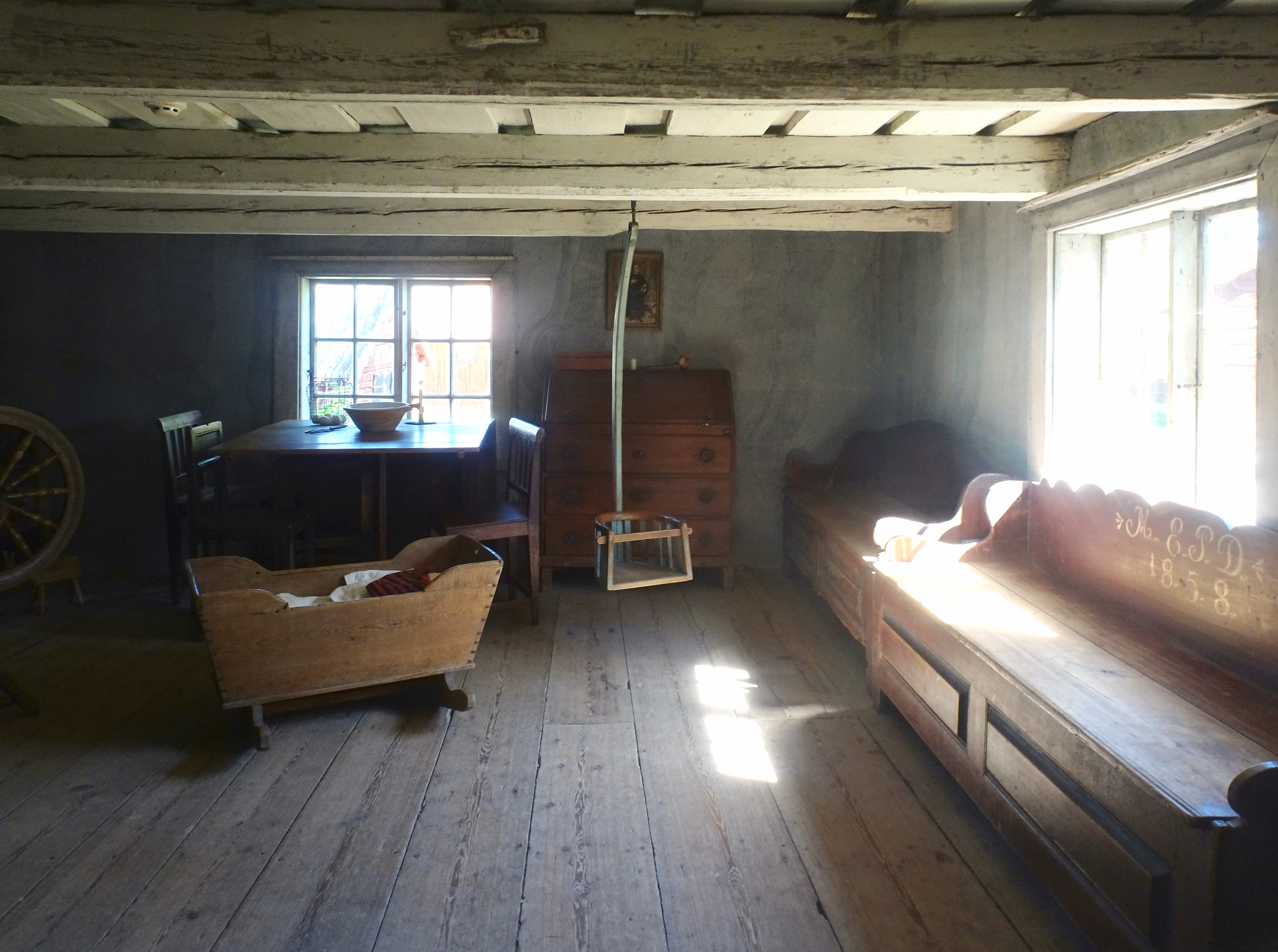
Båtsmanstorpet Östberg.
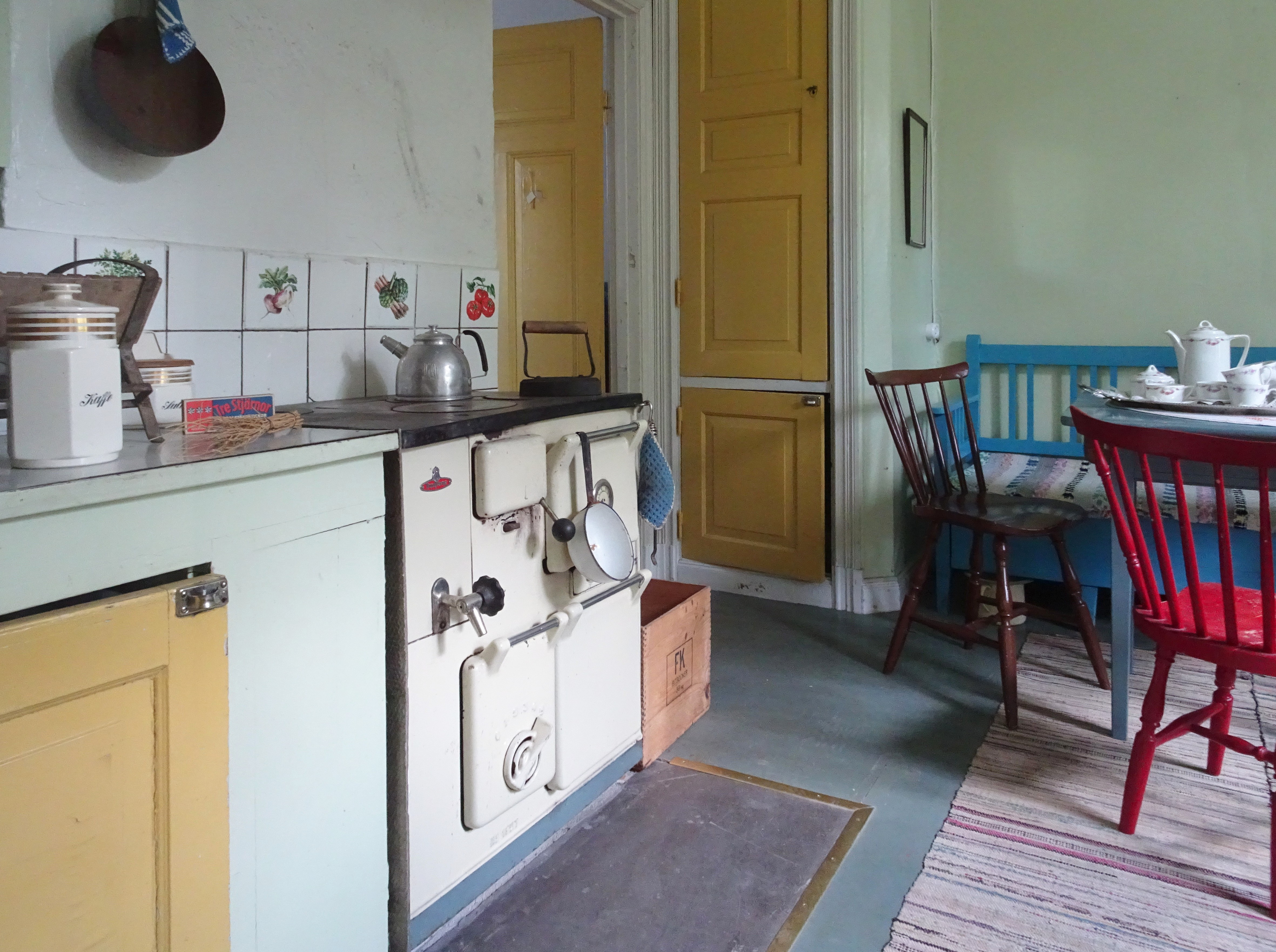
Soltorp från Hagaberg.
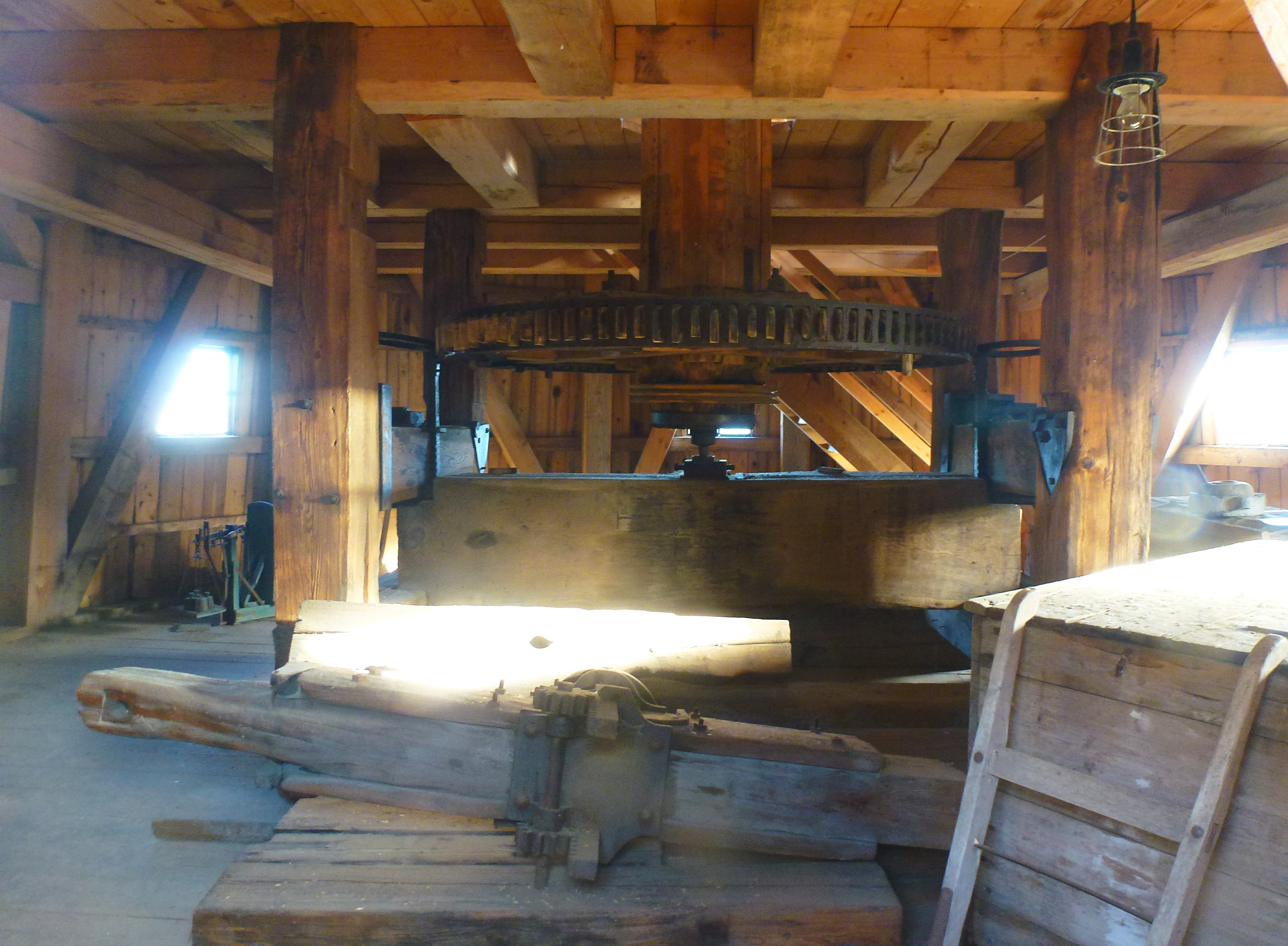
Nora kvarn.

## Torekällbergets tamdjur
Torekällbergets tamdjur är lantraser som ursprungligen kommit från ett visst område och har anpassat sig till den lokala miljön under en lång tid. På Torekällberget finns ett tiotal lantraser och genom avel är man med i arbetet att bevara dem för framtiden.

- Ölandshöna
- Bohuskullakor
- Gotlandsruss
- Gotlandskanin
- Mellerudskanin
- Jämtget
- Ölandsgås
- Linderödssvin
- Gutefår
- Roslagsfår

Museets tamdjur, urval
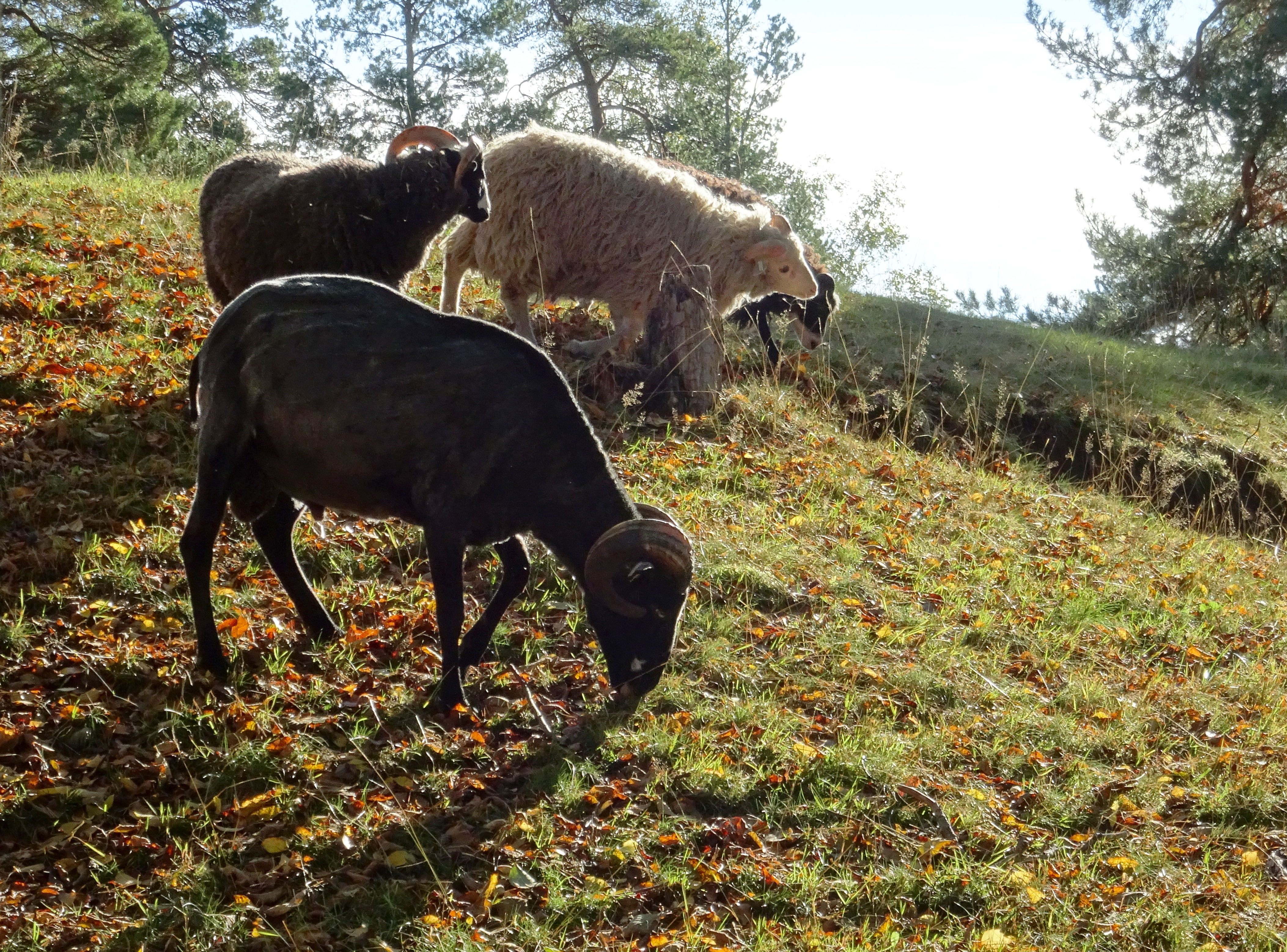
Gutefår
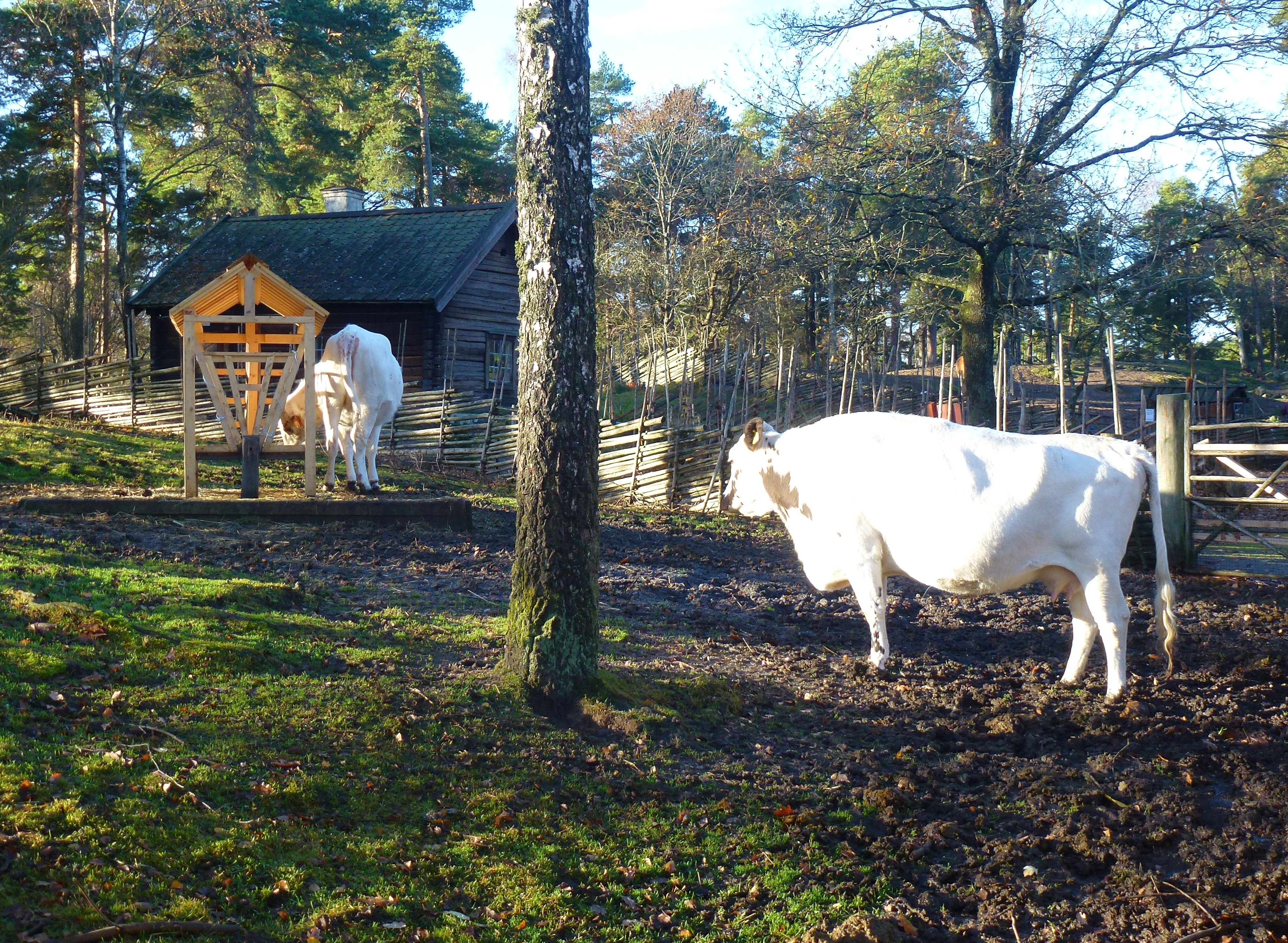
Bohuskulla
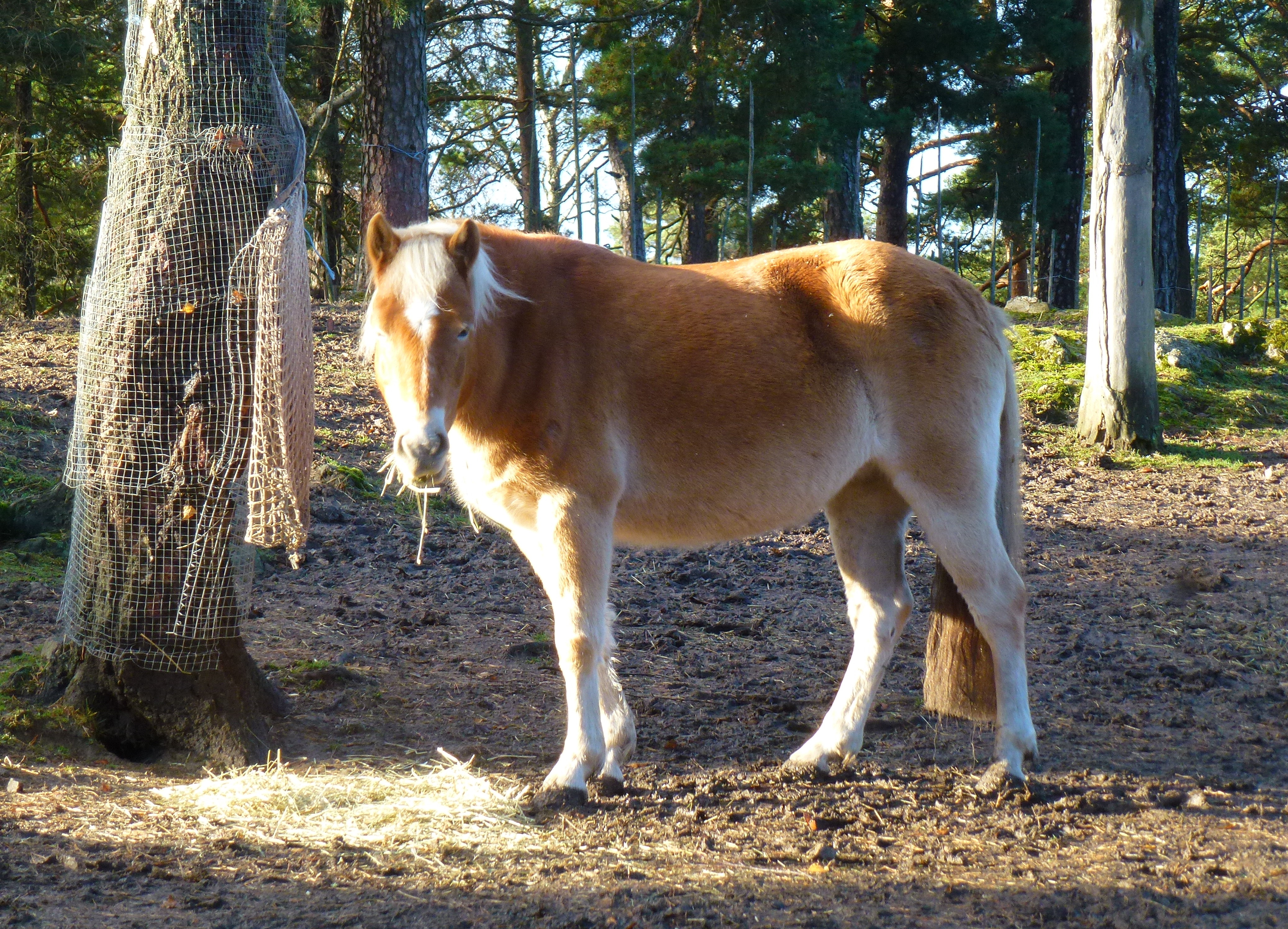
Gotlandsruss
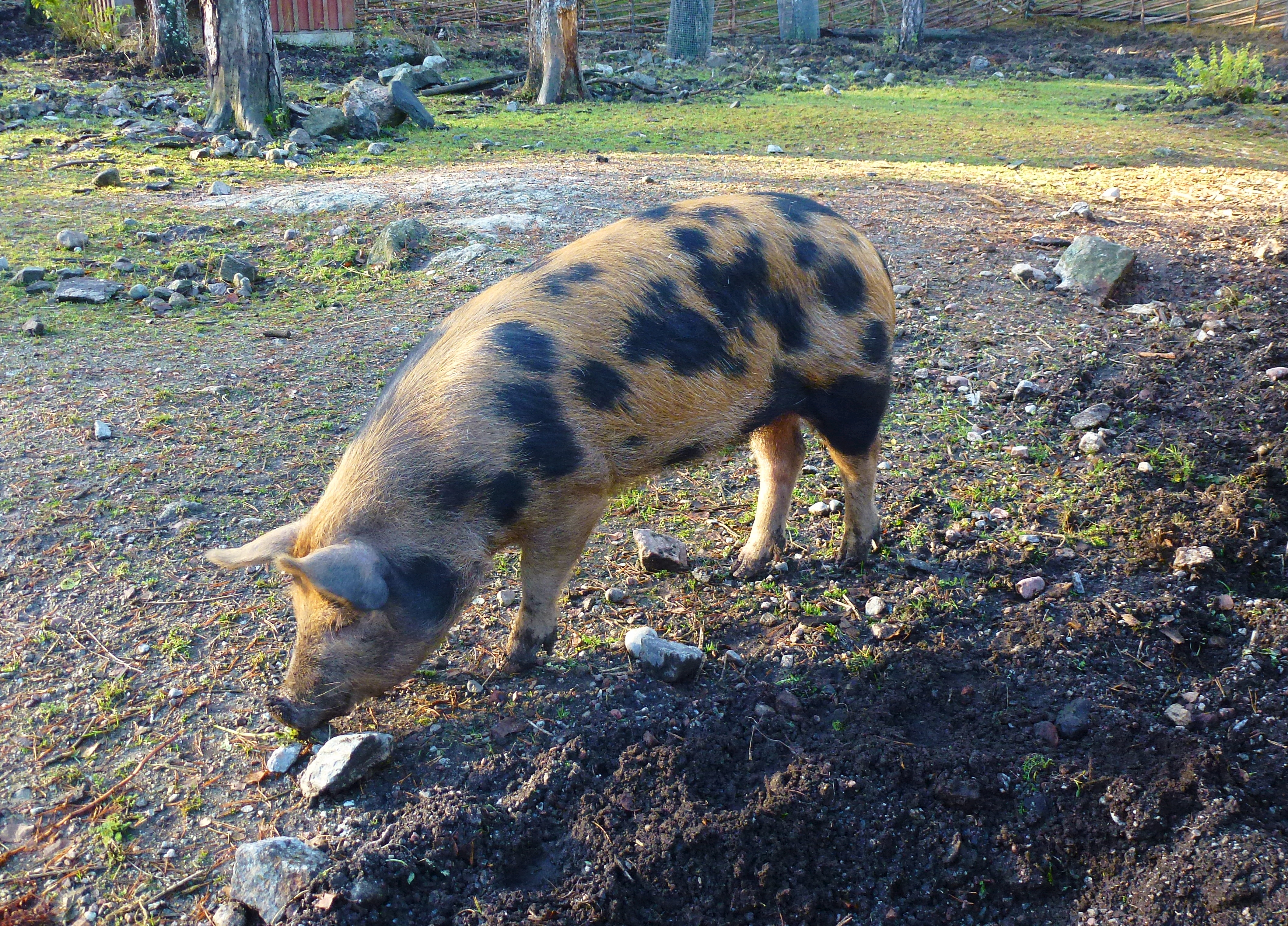
Linderödssvin
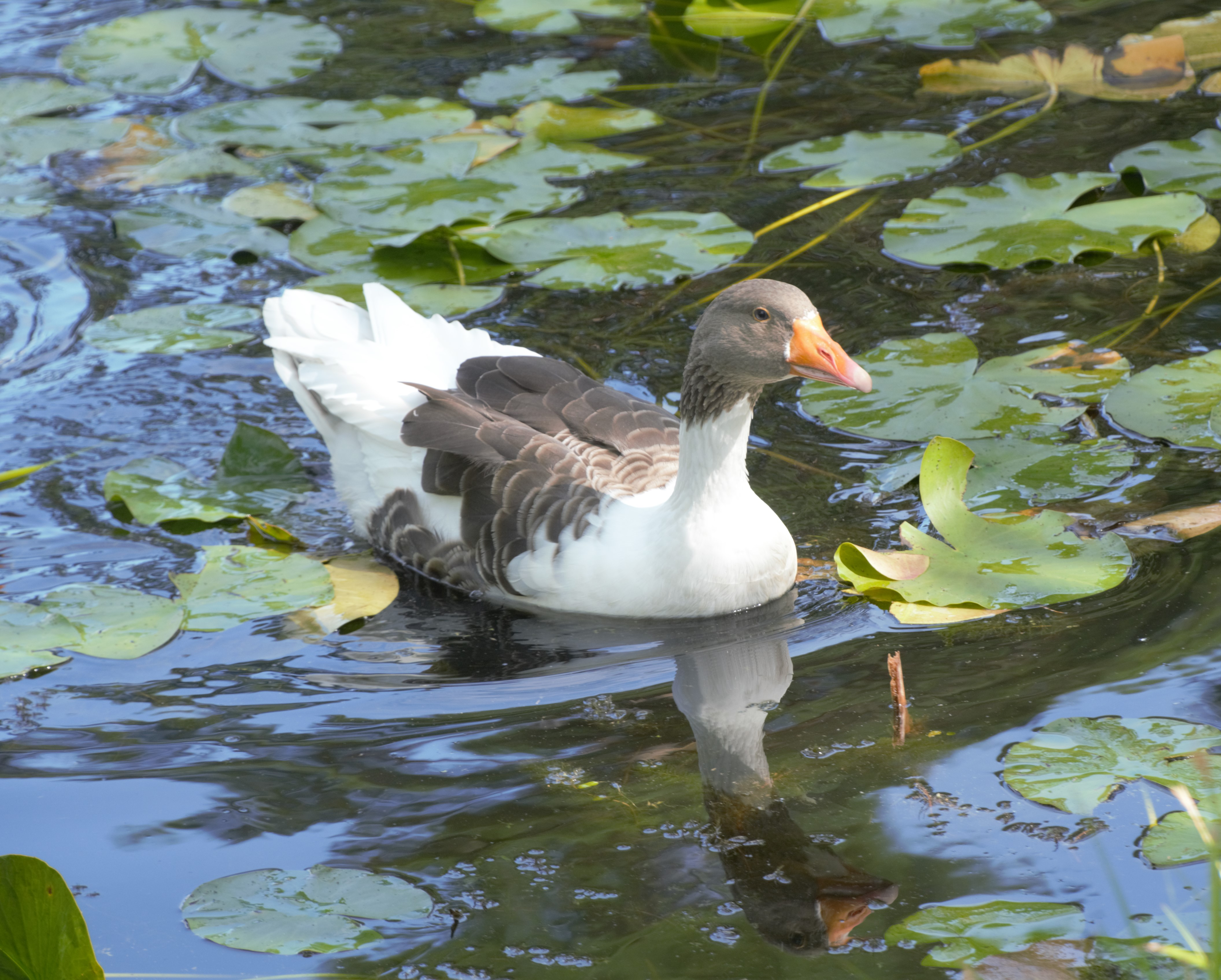
Ölandsgås